# Student

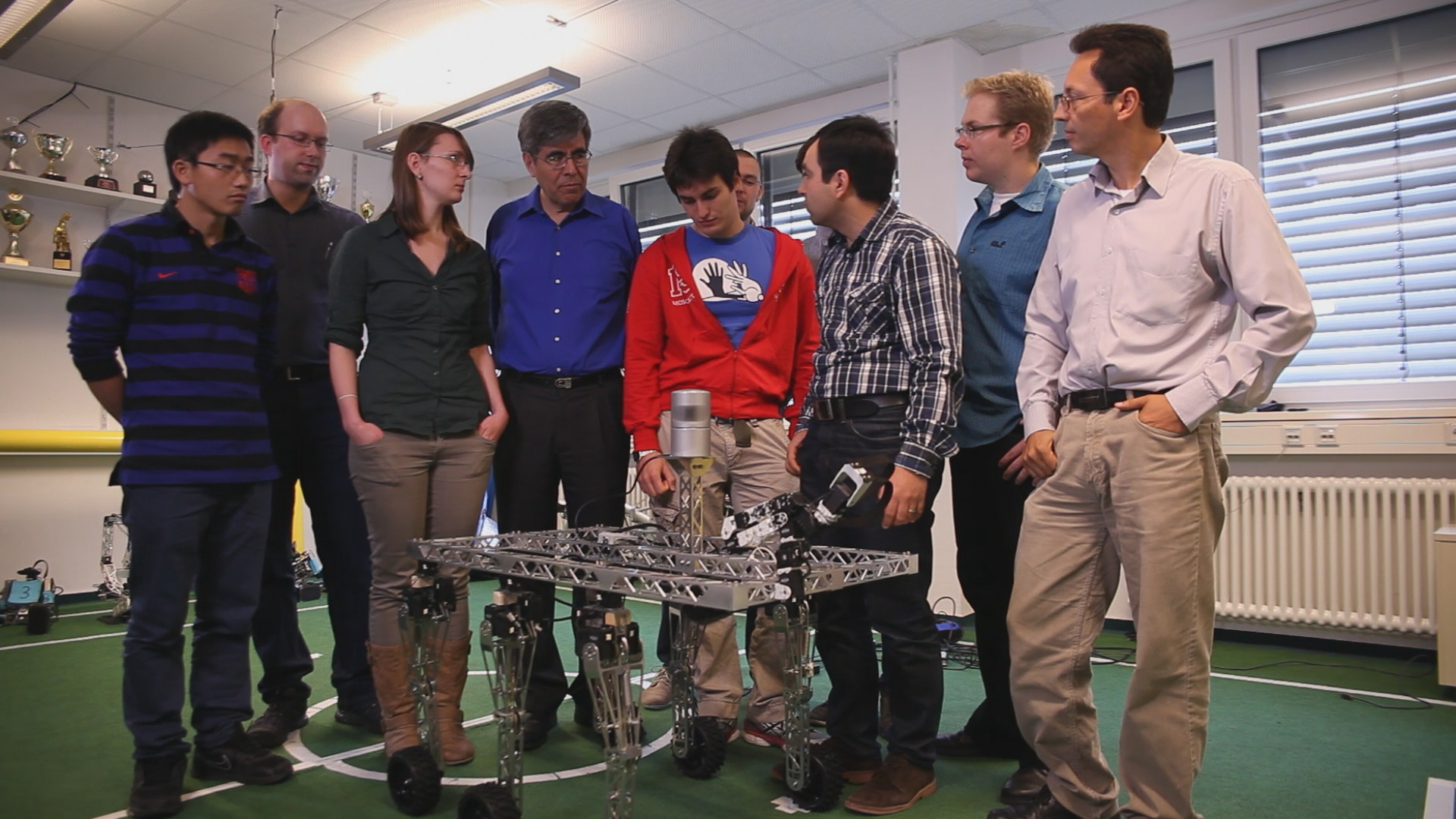
Internationales Studententeam der TU Berlin bei der Roboterentwicklung (2013)

Als Student bzw. Studentin (von lateinisch studens „strebend [nach], sich interessierend [für], sich bemühend um“) wird eine Person bezeichnet, die in einer Einrichtung des tertiären Bildungsbereichs eingeschrieben (immatrikuliert) ist und dort eine akademische Ausbildung (Studium) erhält oder an einer hochschulmäßigen Weiterbildung teilnimmt. Teilweise wird im Plural auch die geschlechtsneutrale Bezeichnung Studierende verwendet.
Ein Studium oder eine tertiäre Weiterbildung hat meistens den Erwerb eines akademischen Grades oder das Ablegen eines Staatsexamens zum Ziel, was für die Ausübung mancher Berufe wünschenswert oder sogar erforderlich ist. Das Studium erfordert eine Immatrikulation (Einschreibung), die an gewisse Voraussetzungen gebunden ist. Mit der Immatrikulation erhält eine Person den Status Student oder Studierende/r, was durch die Ausgabe eines Studenten- oder Studierendenausweises (österreichisch auch Ausweis für Studierende, in der Schweiz Legitimationskarte) bestätigt wird. Je nach Hochschulrecht ist sie damit Mitglied der Hochschule und verfügt über Mitbestimmungsrechte. Mit der Exmatrikulation erlischt dieser Status. Die an einer Hochschule Eingeschriebenen besuchen im Rahmen des Studiums meistens Lehrveranstaltungen in den Gebäuden der jeweiligen Bildungseinrichtung. Eine Ausnahme bildet das Fernstudium.
Als Übergang zur Forschung findet in manchen Ländern (etwa Österreich) auch die Phase zur Erlangung des Doktors, des höchsten akademischen Grades, formal im Rahmen eines regulären Studiums statt.

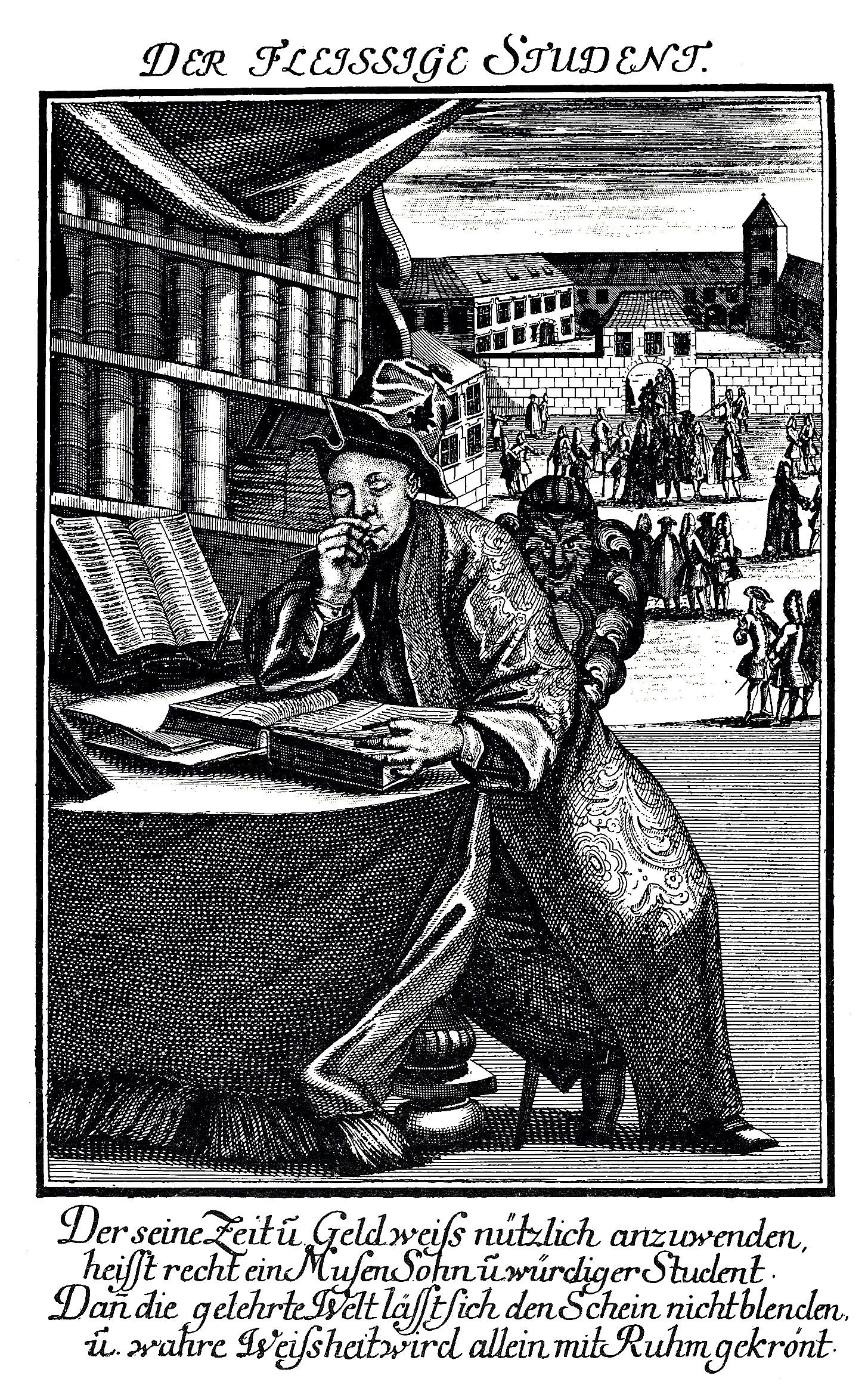
Der Fleissige Student (Kupferstich von Johann Georg Puschner, um 1725): „Der seine Zeit u. Geld weiß nützlich anzuwenden, heisst recht ein Musen Sohn u. würdiger Student …“

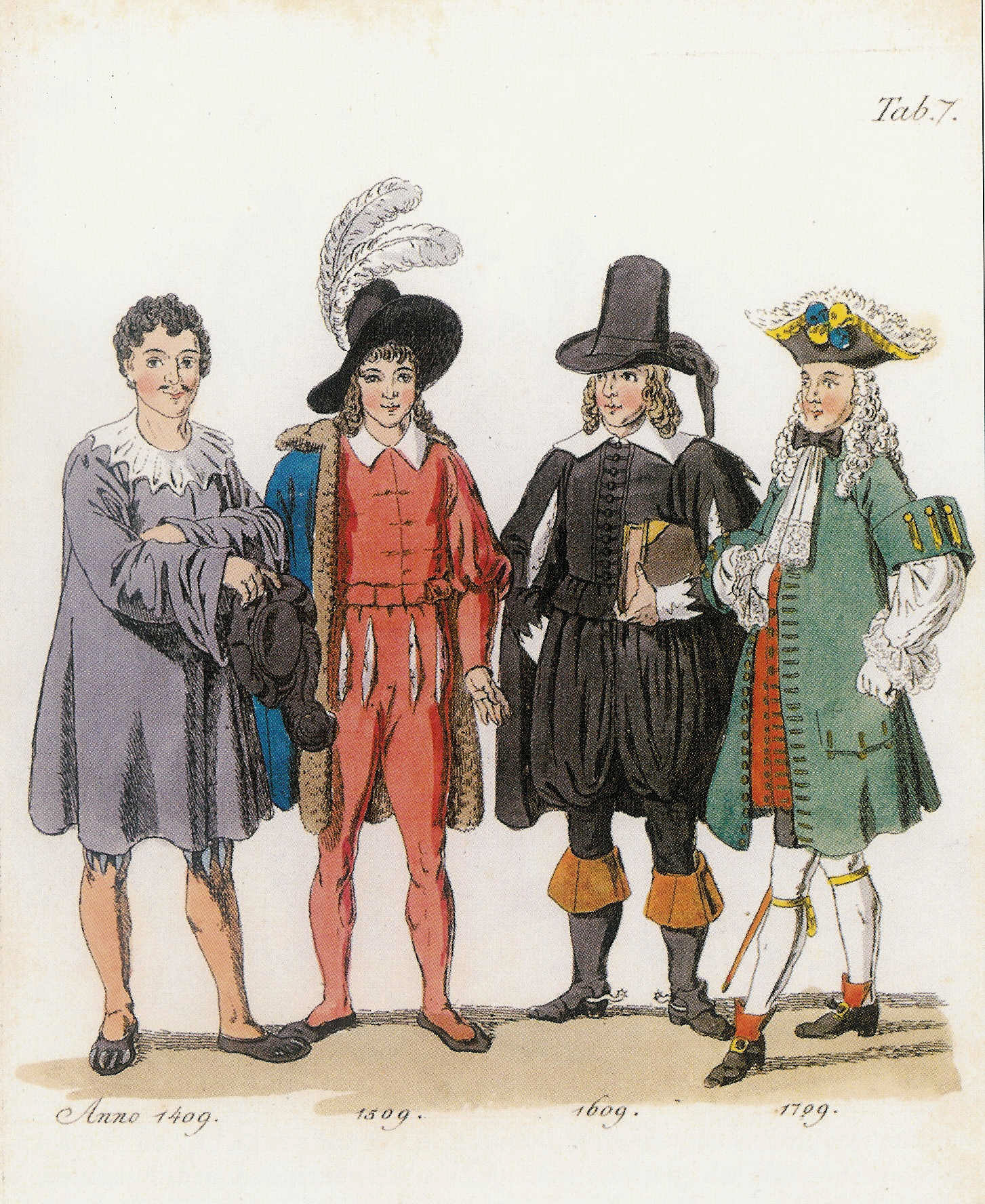
Costüme der Studirenden aus den vorigen Jahrhunderten [1409, 1509, 1609, 1709], erschienen zum Leipziger Universitätsjubiläum 1809

## Geschichte

### Rechtsstellung der Studenten
Angehörige der Universitäten, also Studenten, Professoren aber auch Angestellte wie z. B. die Buchdrucker, galten bis ins 19. Jahrhundert nicht als Bürger der Universitätsstadt, sondern ihrer Universität. Deshalb wurden Studenten, die einen Verstoß gegen die geltende Ordnung begingen, von Seiten der Universität bestraft und kamen nicht in das Stadtgefängnis, sondern in den Karzer der Universität.
Aus dieser Situation ergaben sich vielfach Konflikte mit den Stadtbewohnern. Studenten waren berüchtigt für Alkoholkonsum, nächtliches Lärmen und wilde Streiche. Von der Universität wurden sie dafür vergleichsweise milde bestraft, weshalb sie bei der städtischen Bevölkerung oft unbeliebt waren, selbst wenn man an ihnen gut verdienen konnte.

### Mittelalter

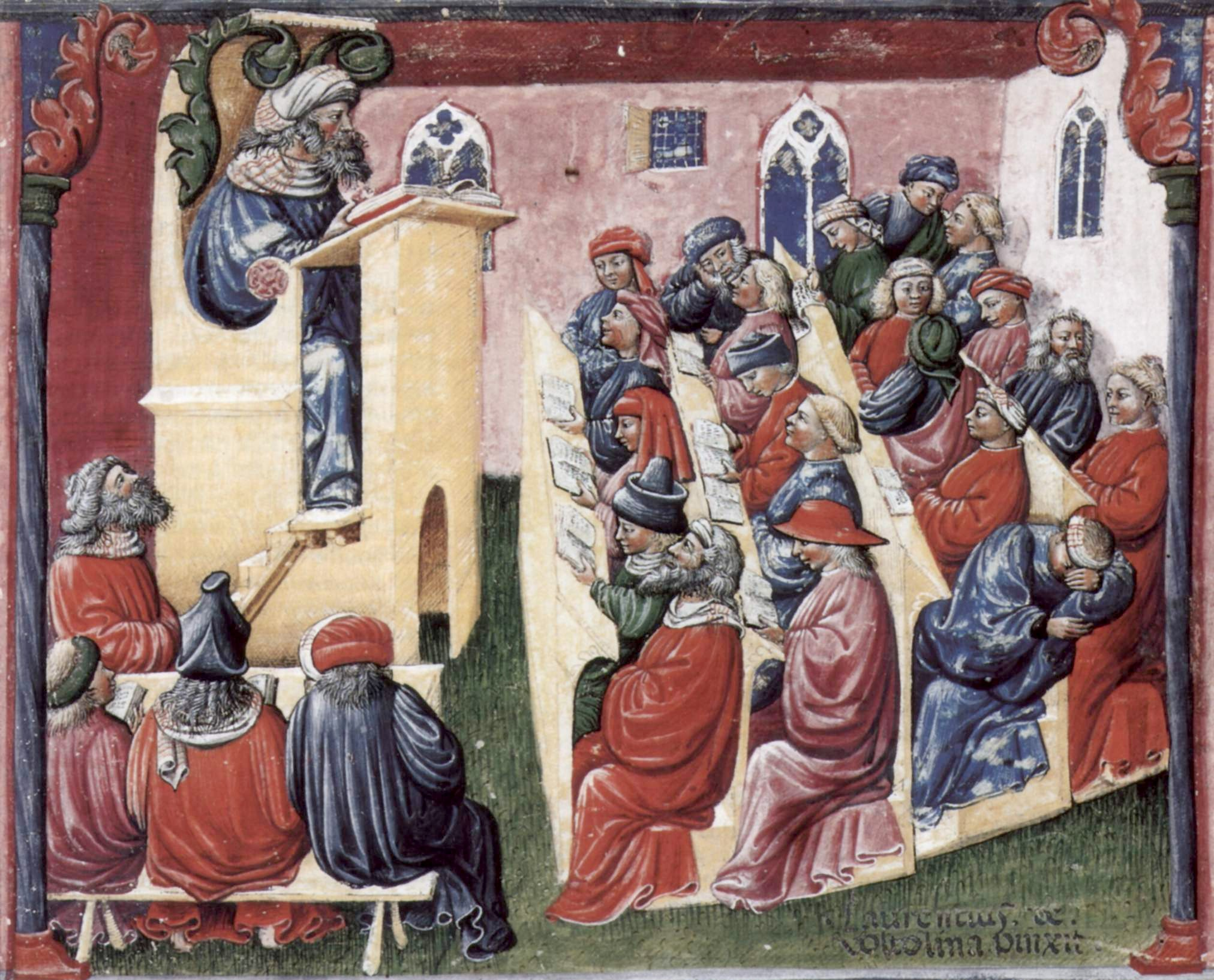
Laurentius de Voltolina: Liber ethicorum des Henricus de Alemannia, Einzelblatt, Szene: Henricus de Alemannia vor seinen Schülern, 14. Jh.

Zur Entstehungszeit der Universitäten hatten diese Einrichtungen ein weitaus größeres Bildungsspektrum abzudecken als heute. Das vorbereitende Schulwesen war weder entwickelt noch standardisiert. Die Eingangsvoraussetzungen an den Universitäten waren niedrig. Auch hatten die Studienanfänger gänzlich unterschiedliche Vorstellungen über das von ihnen angestrebte Bildungsniveau. In vielen Fällen übernahm die Universität die Aufgaben des heutigen Gymnasiums.
So gab es auch im Mittelalter verschiedene Typen von Studenten an den Universitäten. Der häufigste Typ, auch scholaris simplex genannt, begnügte sich mit einem kurzen, weniger als zwei Jahre dauernden Studium der wissenschaftlichen Grundbegriffe an der „Artistischen Fakultät“, benannt nach den septem artes liberales, den „sieben freien Künsten“, die damals als das notwendige sprachliche und mathematische Rüstzeug betrachtet wurden. Diese Fakultät – aus der sich später die „Philosophische Fakultät“ entwickelte – war über viele Jahrhunderte verantwortlich für die Basisausbildung der Studenten. Nur wer sie erfolgreich absolviert hatte, konnte anschließend in die spezialisierte Berufsausbildung der „höheren“ Fakultäten – Theologie, Medizin oder Rechtswissenschaften – aufgenommen werden.
Der zweithäufigste Typ von Studenten strebte einen solchen Abschluss an der artistischen oder philosophischen Fakultät nach etwa zwei bis zweieinhalb Jahren auch tatsächlich an. Unter der Anleitung seines Magisters konnte er den Grad eines Bakkalaureus (Bachelor) erreichen. Mit diesem Grad konnte man immerhin schon als Privatlehrer arbeiten oder eine eigene Schule betreiben. Auch war die Aufnahme als Betreuer anderer Studienanfänger an den Kollegien in Spanien, Frankreich und England möglich.

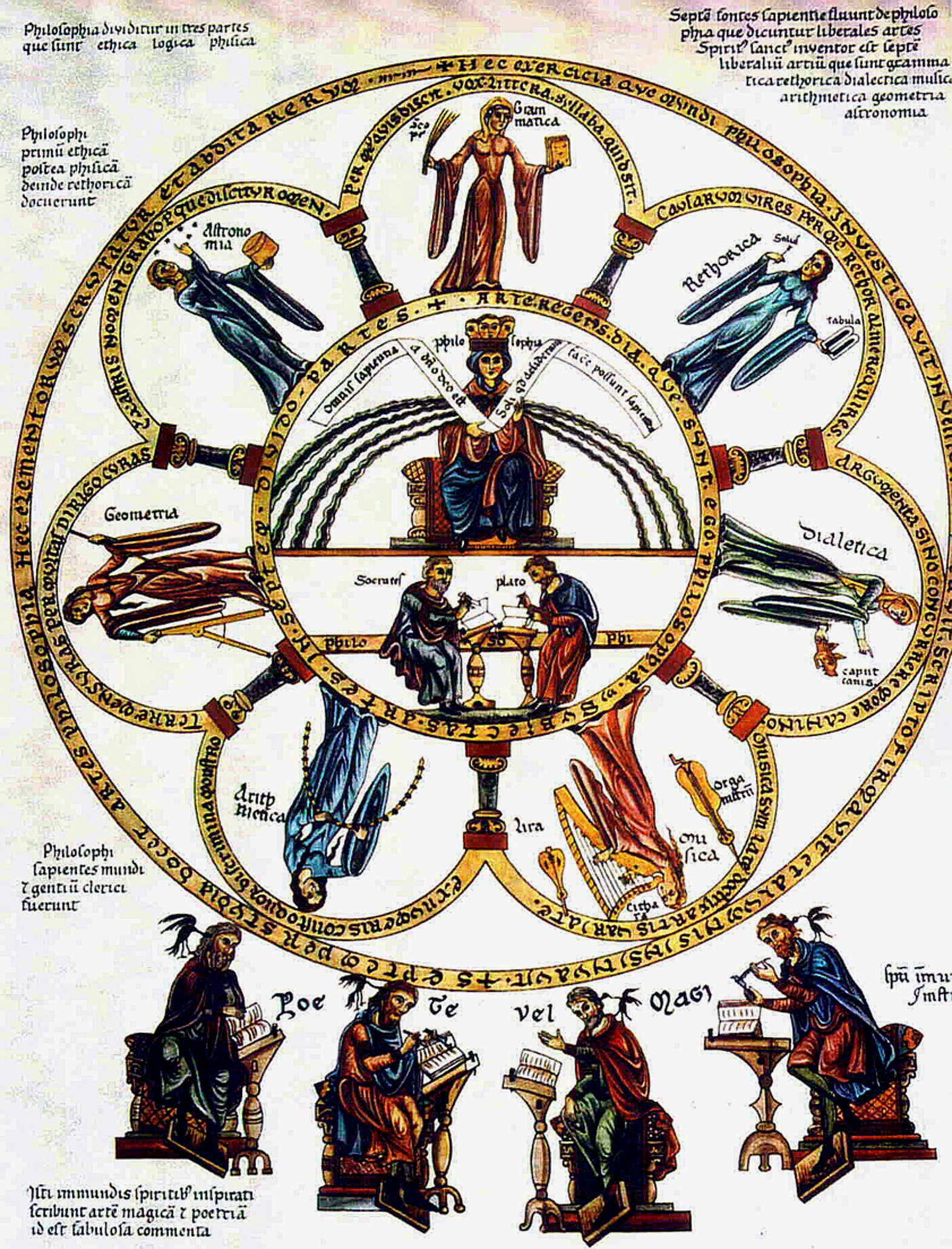
Septem artes liberales (die „sieben freien Künste“) aus „Hortus Deliciarum“ der Herrad von Landsberg (um 1180)

Der dritte Typ von Student verblieb an der Fakultät, studierte weiter und unterrichtete oder leistete andere akademische Hilfsdienste. Nach weiteren zwei oder drei Jahren konnte er den Grad eines Magisters erwerben. Dieser Grad ermöglichte dann das Studium an einer der „höheren“ Fakultäten, war aber zugleich mit einer Lehrverpflichtung verbunden. Von dieser Lehrverpflichtung konnte man sich jedoch im Laufe der Zeit zunehmend freikaufen, was wohlhabende Studenten dann auch regelmäßig taten. Die meisten Vertreter dieses Typs von Studenten konnten das jedoch nicht und arbeiteten als sogenannte Magisterstudenten weiter. Sie scharten eigene Studienanfänger um sich und bildeten eine schola oder familia scholarium („Schule“ oder „Schülerfamilie“). Sie bezogen jetzt vielfach eigene Einkünfte aus Zahlungen ihrer Schüler, aus Pfründen oder Stipendien. Diese Gruppe leistete die Hauptlehrtätigkeit an den mittelalterlichen Universitäten.
Nur sehr wenige von ihnen, etwa 2 bis 3 % aller Studenten, schafften den Erwerb des Bakkalauriats an einer der höheren Fakultäten, was auch hier eine Lehrtätigkeit ermöglichte, und konnte danach den Doktorgrad anstreben. Dieser vierte Typ hatte dann schon ein würdiges Alter von 25 bis 30 Jahren erreicht und war etwa zehn Jahre älter als seine jüngsten Kommilitonen.
Ein fünfter Typ von Student war schließlich der sogenannte Standesstudent aus einer adligen, patrizischen oder zumindest reichen Familie. Studenten dieser Herkunft kamen mit eigenem Dienstpersonal an die Universität und waren nur am Erwerb von standesrelevanten Kenntnissen, meist der Rechtswissenschaften, interessiert. Sie hatten wenig Interesse am Erwerb akademischer Grade und an der Ausübung irgendwelcher Lehrtätigkeiten. Bereits damals war auch der Erwerb einer „berufsunspezifischen Sozialqualifikation“ von Interesse, die heute unter der Bezeichnung soft skills wiederentdeckt wird.
Im Mittelalter war dieser Typ von Student noch selten, da eine Führungsposition in der Feudalgesellschaft jener Zeit eher militärische Fertigkeiten verlangte als theoretische Stubengelehrsamkeit. Rechtsgeschäfte wurden im Mittelalter meist mündlich geschlossen und durch vor Augenzeugen regelmäßig wiederholte Rituale bekräftigt und beglaubigt. Nur selten, bei wirklich wichtigen Angelegenheiten wurden schriftliche Urkunden ausgestellt, zum Beispiel durch Papst und Kaiser. Hierbei kamen dann meist Geistliche zum Einsatz, die auf schriftliche Aufgaben spezialisiert waren. Die medizinische Heiltätigkeit wurde im Mittelalter noch weitgehend als ars mechanica, also als „praktische Kunst“, betrachtet und in der Regel von handwerklich gebildeten Menschen ausgeübt, die nebenher noch als Bader, Barbiere oder Zahnreißer fungierten.

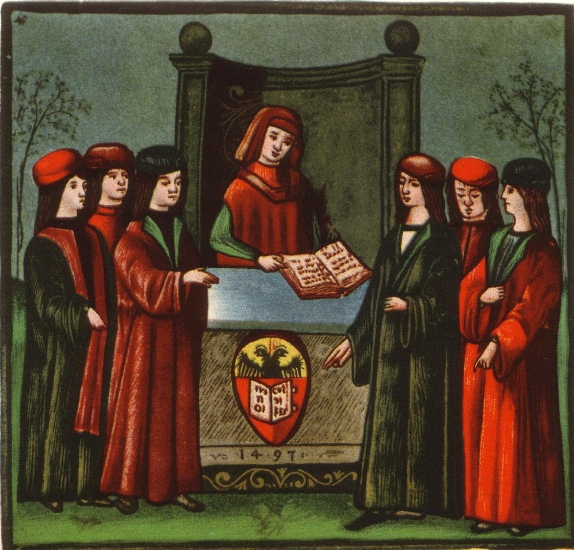
Aufnahme eines Studenten in die Natio Germanica Bononiae, die deutsche Nation an der Universität Bologna, ca. 15. Jahrhundert

Die universitäre Ausbildung war also im Mittelalter nicht unbedingt die Voraussetzung für eine gesellschaftliche Führungsposition, sondern eher eine Spezialausbildung, die für bestimmte schriftlich-theoretische Tätigkeiten qualifizierte, was oftmals für Söhne weniger begüterter Eltern eine gesellschaftliche Aufstiegsmöglichkeit darstellte.
Um dieser nicht allzu sehr begüterten Klientel ein Studium zu ermöglichen und um effektive Kontrolle über die Studenten auszuüben, wurden Einrichtungen zum gemeinsamen Wohnen und Studieren geschaffen, in denen die Studenten praktisch Tag und Nacht unter der Aufsicht der Universitätsgremien standen. Typisch für die mittelalterliche Universität war das Leben in den Bursen, später auch in den Kollegien. Dieses System des überwachten Wohnens auf dem Universitätsgelände hat sich bis heute an den Universitäten des angelsächsischen Raums gehalten, wo die meisten Studenten in Wohnheimen auf dem Universitätsgelände mit strenger Hausordnung wohnen.
Zumindest in der Anfangszeit der Universitäten im Mittelalter hatten die Studenten nach dem Konzept der Universität Bologna („Bolonesisches Prinzip“) sehr großen Einfluss auf die Entscheidungen in der Universitätsleitung. So war der Rektor in der Regel ein Vertreter der Studenten. Die Professoren wurden als Angestellte der Studenten betrachtet, von denen sie auch direkt bezahlt wurden. Lehrkräfte und Studenten waren in nationes („Landsmannschaften“) je nach Herkunftsgegend zusammengeschlossen, eine Einteilung nach Studienfächern war unüblich. Diese Einteilung zumindest der Studenten nach Herkunft war bis vor wenigen Jahrzehnten in Schweden in Gestalt der nationer gültig, heute gliedern sich diese eher nach Studienfächern.
Aber noch im Laufe des Mittelalters setzte sich das Pariser Prinzip durch, das eine Gruppenbildung der Lehrkräfte nach Unterrichtsfach vorsah, der sich die Studenten unterzuordnen hatten. Diese Gruppierungen nannte man facultates („Fakultäten“). Da diese Fakultäten ausschließlich von den Lehrkräften gebildet wurden, heißt noch heute in angelsächsischen Ländern die Gesamtzahl der Lehrkräfte einer Schule oder Hochschule faculty.

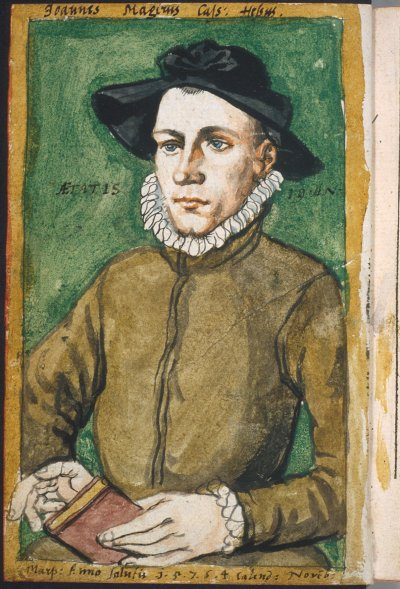
Marburg 1576: Johannes Magirus (Kassel 1558 – Braunschweig 1631) als neunzehnjähriger Theologiestudent

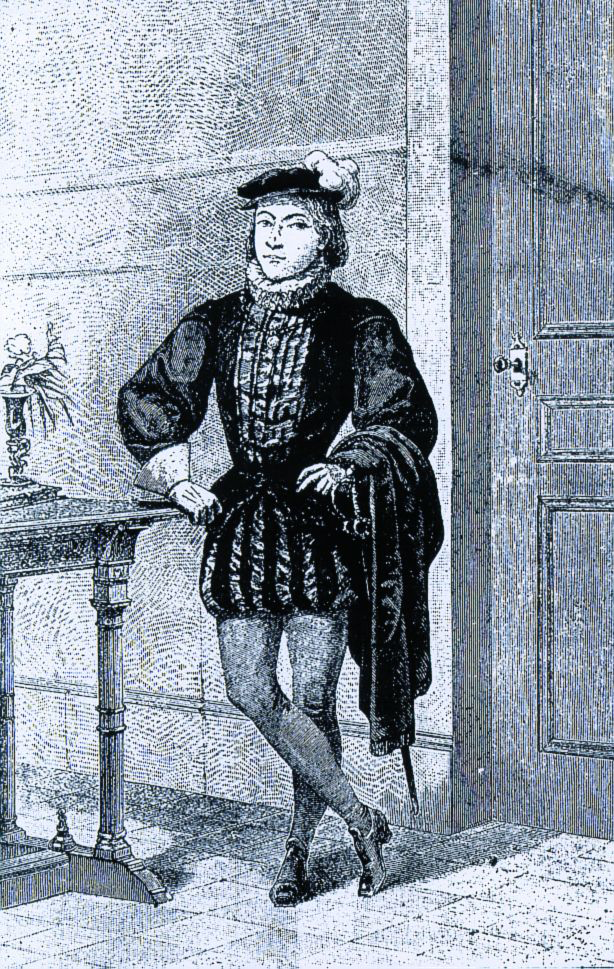
Paris 1578: Franz von Sales als Zwölfjähriger am Collège de Clermont

Interessanterweise spielt sowohl bei den nationes als auch bei den facultates zumindest in der Anfangszeit die Zahl vier eine große Rolle. Bei der Einteilung nach Herkunftsgegend ging man dann auch ganz grob vor und fasste die unterschiedlichsten Herkunftsgegenden zusammen, wenn aus ihnen nur wenige Studenten kamen, so dass man immer auf die Zahl vier kam. Auch die ersten, traditionellen Fakultäten waren vier: Philosophie, Medizin, Rechtswissenschaften und Theologie.

### Frühe Neuzeit
In der Frühen Neuzeit gab es dramatische gesellschaftliche und politische Entwicklungen, die das Gesicht Europas nachhaltig veränderten. Die neuen Verhältnisse stellten auch vollkommen neue Anforderungen an die Universitäten und ihre Absolventen.
Der mittelalterliche Personenverbandsstaat entwickelte sich zum Territorialstaat. Die persönlichen Treueverhältnisse aus dem Lehnswesen wurden ersetzt durch Gesetze, die für alle Untertanen des Landesherren gleichermaßen galten. Eine effiziente Verwaltung konnte in dieser Situation zu einer bedeutenden Machtsteigerung führen, etwa wenn regelmäßige Steuereinnahmen es dem Landesherrn ermöglichten mehr Söldner anzuwerben. Deshalb stieg der Bedarf an ausgebildeten Juristen enorm. Darüber hinaus entstand im 18. Jahrhundert das neue Fach der Kameralwissenschaft, also der Verwaltungslehre.
In den protestantischen Territorien mussten darüber hinaus alle Aufgaben, die bisher von der katholischen Kirche erfüllt worden waren, neu organisiert werden, vor allem die Seelsorge, die Armenfürsorge und das Schulwesen. Nun mussten diese Aufgaben von neu eingerichteten Landeskirchen übernommen werden, an deren Spitze der Herrscher als summus episcopus („oberster Bischof“) stand. Auch für diese Aufgaben benötigte der Herrscher gut ausgebildete und loyale Theologen und Verwaltungsbeamte.
In einer Welle von Neugründungen entstanden die Landesuniversitäten, mit deren Hilfe ein jeder Herrscher sein Territorium mit akademisch gebildeten Führungskräften versorgen wollte. Mit eigenen Universitäten wollten die Herrscher auch die Loyalität der neu heranwachsenden Schicht von Führungskräften gegenüber der herrschenden Dynastie festigen. Die Studentenzahlen stiegen rapide.
Obwohl die Herrscher vorzugsweise ihre eigenen „Landeskinder“ ausbildeten, verloren die Studenten ihre traditionelle Mobilität nicht ganz. Allerdings mussten sie ihr Examen in dem Land ablegen, in dem sie angestellt werden wollten und vorher eine gewisse Anzahl von Semestern dort studieren.

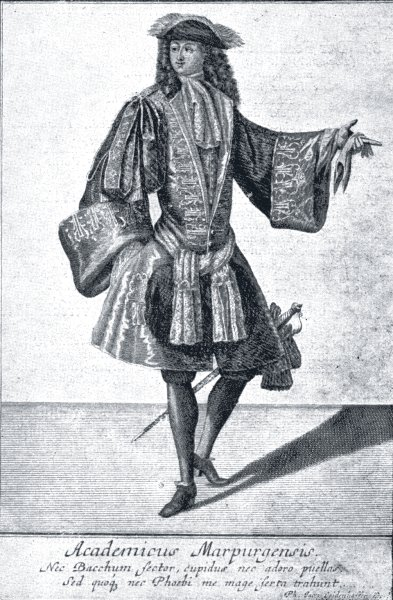
Marburg um 1700: Academicus Marpurgensis

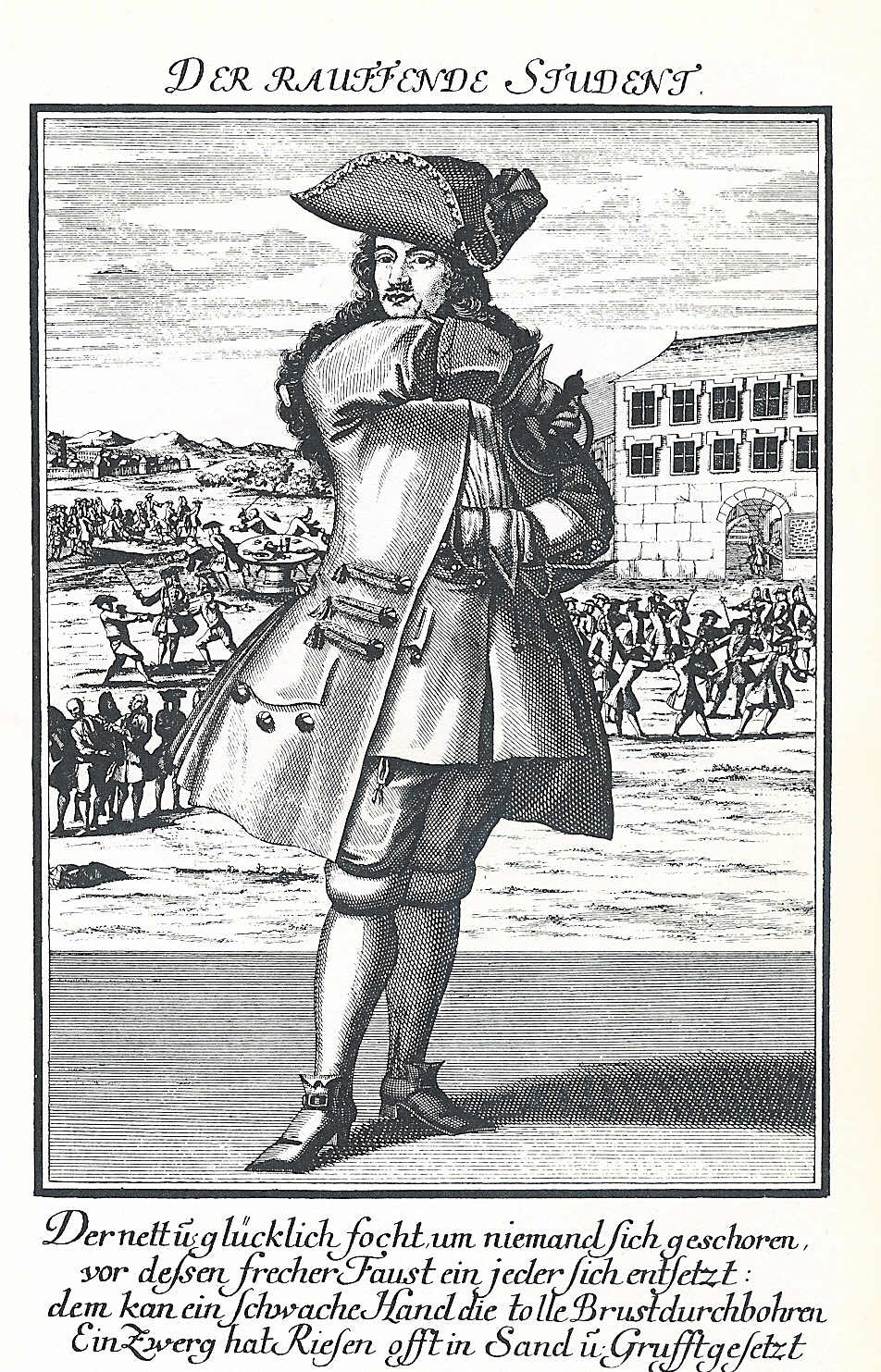
Altdorf 1725: „Der Rauffende Student“

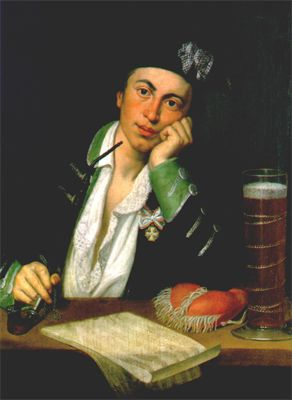
Erfurt 1775: Joseph Martin Kraus

Es stieg auch das gesellschaftliche Niveau der Studenten. Wer im Territorialstaat zur obersten (zivilen) Führungsebene gehören wollte, musste eine Universität besucht haben. Dadurch wurde es natürlich auch für die Söhne der Adels- und Herrscherfamilien unabdingbar, sich der Unbequemlichkeit einer derartigen Ausbildung auszusetzen, wollten sie nicht gegenüber ihren bürgerlichen Verwaltungsbeamten geistig ins Hintertreffen geraten.
Die Universitäten sahen im zunehmenden Interesse des Adels eine große Chance, ihr eigenes Renommee, aber auch ihre finanzielle Situation aufzubessern. Damals war es üblich, dass sämtliche Dienstleistungen einer Universität (Einschreibungen, Vorlesungen, Prüfungen, Verleihungszeremonien etc.) bei den Ausrichtenden direkt bezahlt wurden. Für die adligen Studenten wurden jetzt Zugeständnisse gemacht, die dem Bequemlichkeits- und Prunkbedürfnis der Studenten entgegenkamen, die aber auch teuer bezahlt werden mussten. Auch kam man dem Adel beim Fächerangebot entgegen. So wurde bei den mathematischen Fächern mehr Wert auf Geometrie gelegt, die bei der Artillerie und beim Festungsbau Anwendung finden konnte. Neben Latein wurden jetzt auch neue Sprachen wie Italienisch und Französisch gelehrt. Dazu kamen die exercitia („Übungen“), die das theoretische Studium, die studia, durch mehr körperliche, für den gesellschaftlichen Umgang benötigte Fertigkeiten ergänzen sollten. Dazu zählten das Tanzen, Reiten und Fechten. Im Laufe des 16. Jahrhunderts wurden entsprechend qualifizierte Lehrer an den meisten Universitäten eingestellt. Sie begründeten die Tradition des Universitätssports.

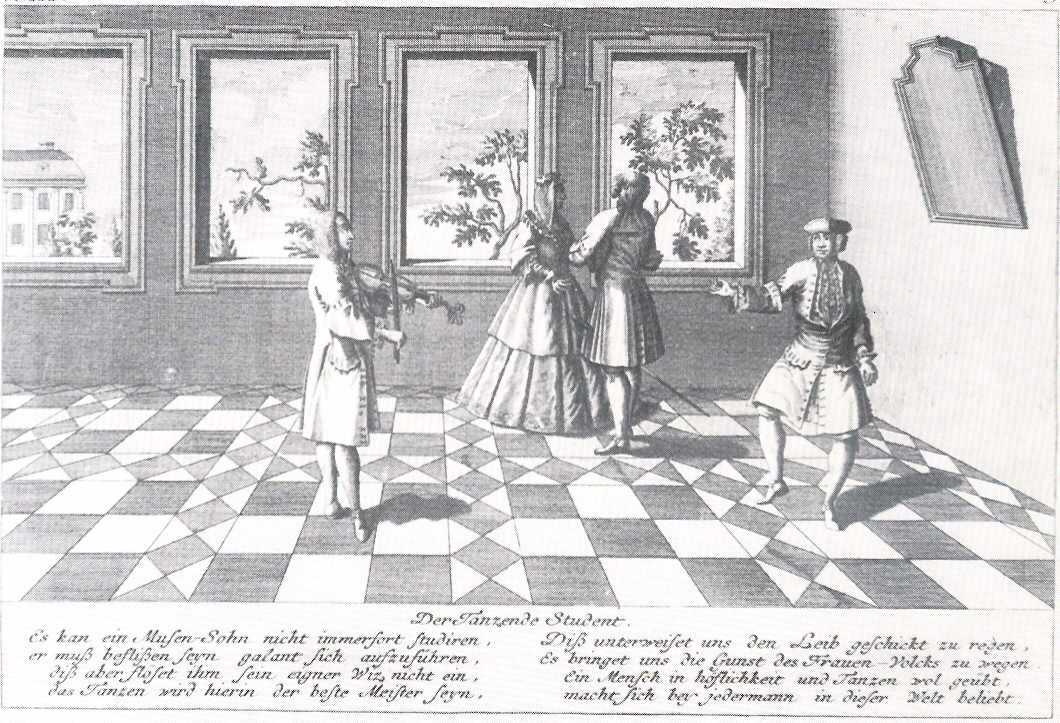
Der Tanzende Student, Szenen aus dem Leben der Studenten der Universität Altdorf, 1725: Es kan ein Musen-Sohn nicht immerfort studiren, / er muß beflißen seyn galant sich aufzuführen, …

Die Entwicklungen in der Frühen Neuzeit vollzogen sich nicht immer geradlinig. So brachte die Gegenreformation wiederum eine Welle von universitären Neugründungen in kaiserlichen und kirchlichen Territorien, die einen katholischen Gegenpol zu den protestantischen Universitäten bildeten. Auch war der Adel nur begrenzt bereit, seinen geburtsadligen Eliteanspruch gegen das bürgerliche Bildungs- und Leistungsprinzip einzutauschen.
So kam zeitweise das Konzept der Ritterakademie auf. Diese Neugründungen waren Bildungseinrichtungen ausschließlich für junge Adlige und sollten sich auf das spezielle Bildungsbedürfnis dieser Gesellschaftsschicht ausrichten. Neben den studia und exercitia standen Latein und moderne Sprachen auf dem Programm sowie militärische Übungen mit Pike und Muskete. Die Ritterakademien kamen aber nach wenigen Jahrzehnten wieder aus der Mode. Das Standardprogramm für einen jungen Adligen bestand weiter in einer vorbereitenden Ausbildung durch Hauslehrer, einem vergleichsweise kurzen Besuch einer Universität und einer nachfolgenden Grand Tour, auf der andere Universitäten, befreundete Herrscherhöfe und bedeutende Städte besucht wurden, bei weitgehender Einbeziehung des Auslandes, vor allem der Niederlande, Frankreichs und Italiens. Ziel war die Heranbildung einer weltmännischen Weitläufigkeit. Bei diesen Aktivitäten standen den jungen Herren ein Hofmeister, mehrere Instruktoren und eine Schar Diener zur Verfügung.
Typischerweise wurden die Söhne von Fürstenhäusern bei einem Aufenthalt an einer Universität zum Rektor derselben ernannt. Das hatte jedoch nur zeremoniellen Charakter, die tatsächliche Leitungsaufgabe wurde von einem Prorektor übernommen, der dafür entsprechend qualifiziert war.
Auch wenn die Adligen nicht die klassische Universitätslaufbahn vollständig durchschritten, wurden diese jungen Herren doch zu den Leitbildern der anderen Studenten, denn im späteren Berufsleben bildeten sie die wichtigsten Arbeitgeber. So galt es, sich schon früh den entsprechenden Habitus zuzulegen und sich an den Werten dieser Zielgruppe zu orientieren.

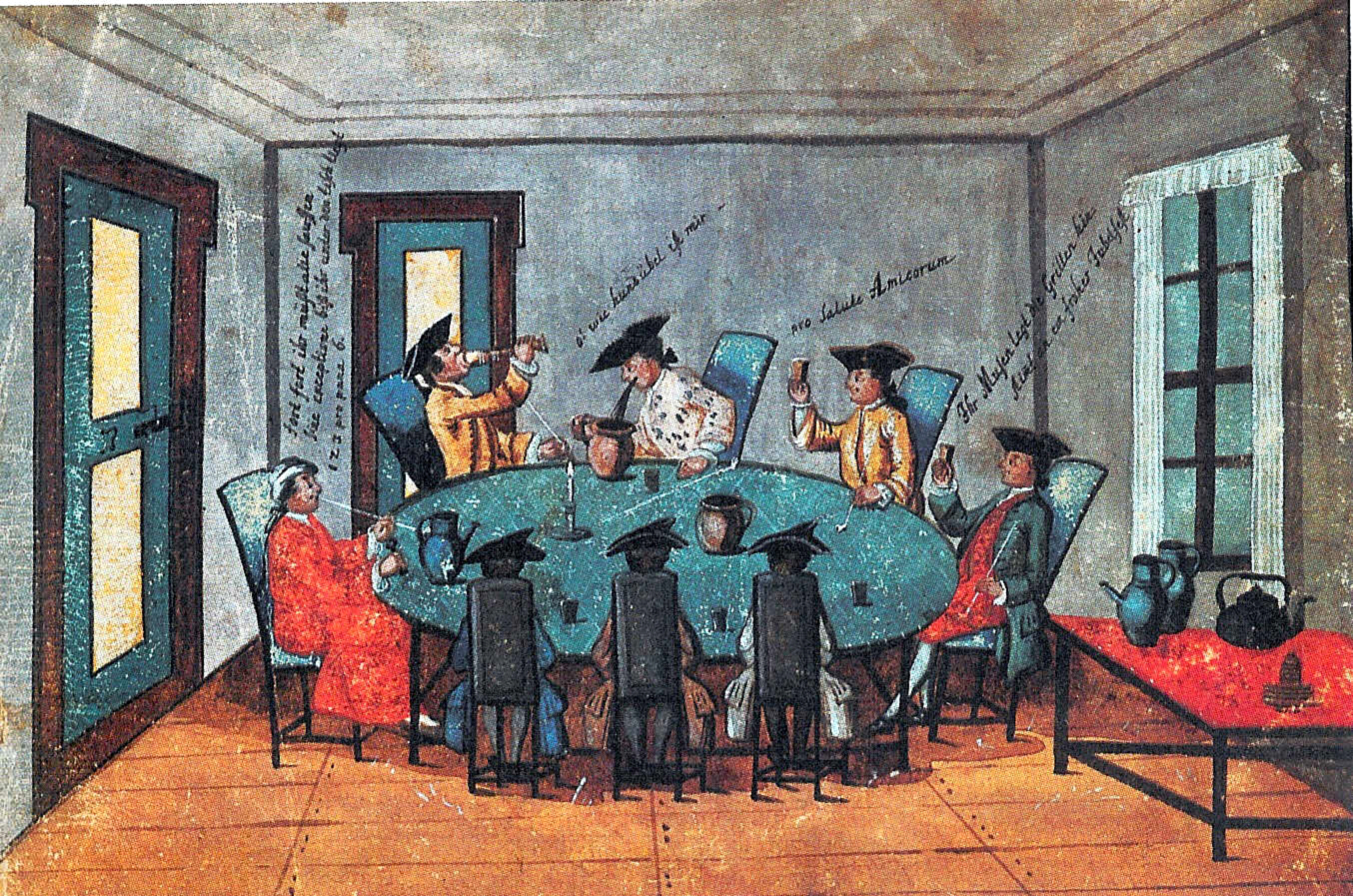
Studentisches Hospitium in Jena, Stammbuchmalerei um 1750: Der Gastgeber (links im Hausmantel mit Hausschlüssel) lässt seine Gäste trinken, „biß ihr unter dem tisch liegt“.

Als zu Beginn des 18. Jahrhunderts die Landesherrn ihren adligen und bürgerlichen Hofbediensteten, Beamten und Landständen anfingen spezielle Kleidung in „Landesfarben“ als „Civil-Uniformen“ vorzuschreiben, tauchten bereits die Söhne der betreffenden Funktionsträger mit dieser Kleidung an den Universitäten auf. Und obwohl die „Landsmannschaften“ der Studenten keinen Anteil mehr an der Universitätsleitung hatten, organisierten sich die Studenten weiterhin jetzt in Selbstverwaltung nach ihren Herkunftsregionen. Die Verwendung spezieller Farben je nach landsmannschaftlicher Ausrichtung wurde dabei üblich. Die Behörden verfolgten diese selbstverwalteten Zusammenschlüsse, weil sie in ihnen den Ursprung aller Laster und Exzesse des studentischen Lebens sahen. Auch die „Abzeichen“ dieser „geheimen Verbindungen“ oder „geheimen Gesellschaften“ wurden verboten, ihr Tragen bestraft. Dies war jedoch da nicht möglich, wo sich die Kleidung an die „Civil-“ oder „Militair-Uniformen“ des jeweiligen Herkunftslandes anlehnte.

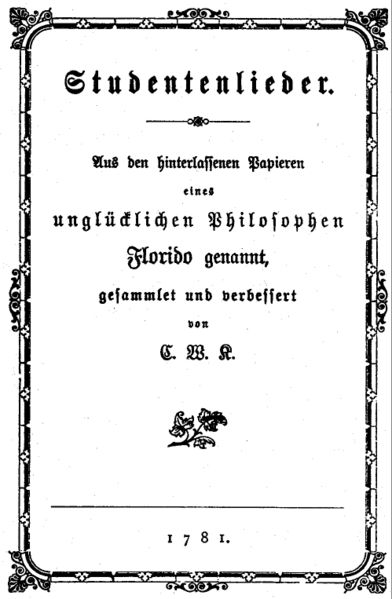
„Studentenlieder“ – Titelblatt des ersten gedruckten Studentenliederbuchs Deutschlands von Christian Wilhelm Kindleben, 1781

Diese wirtschaftliche Machtstellung setzten die Studenten dann auch regelmäßig ein, wenn es darum ging, ihre Interessen gegenüber Universitätsgremien und der Stadtbevölkerung durchzusetzen. Als drastischstes Mittel war der „Auszug“ üblich, bei dem die Studenten mit großem Pomp die Stadt verließen, woraufhin dort das gesamte Wirtschaftsleben zusammenbrach. So konnten die Studenten in der Regel alle Streitfälle zu ihrer Zufriedenheit lösen. Meist kehrten sie unter dem Jubel der Bevölkerung wieder zurück.
Im schlimmsten Falle gründeten sie anderswo eine neue Universität. So wurde die Universität Leipzig im Jahre 1409 von Studenten und ihren magistri gegründet, die aus Prag ausgezogen waren.
Durch die Veränderungen der Umgebungsbedingungen veränderte sich im deutschen Sprachraum auch die studentische Kultur der Frühen Neuzeit. Die meist vornehme Abkunft der Studenten, die Freiheit in Studium und Freizeit, die wirtschaftliche Abhängigkeit der Stadtbevölkerung und die Aussicht auf eine führende Position in der Landes- oder Kirchenverwaltung brachte eine neue Form studentischen Selbstbewusstseins mit sich. Der Student betrachtete sich gegenüber dem Nichtstudenten herausgehoben durch Freiheit, Lebensfreude und Wehrhaftigkeit. Es formte sich eine Kultur, die sich Ausdruck verlieh durch eine eigene Sprache (Studentensprache), eigene Lieder (Studentenlied), eigene Kleidungsformen (als Vorläufer des späteren Couleur) und präzise festgelegten Verhaltensregeln (Comment).
Das Idealbild dieser studentischen Kultur wurde der Bursche (von bursarius, „Bewohner einer Burse“). Damit wurde der typische Student benannt, der sich nach einem Anfängerstadium, indem er Fuchs hieß, die Sitten und Gebräuche an der Universität angenommen und auch eine gewisse Geisteshaltung entwickelt hatte, die sich durch eine Kombination von Lebensfreude, Sinn für das Schöne, Selbstbewusstsein und Wehrhaftigkeit auszeichnete. Burschen standen in krassem Gegensatz zu den Philistern, den Nicht-Studenten, die als kleingeistig und gesellschaftlich minderwertig angesehen wurden. Burschen „von echtem Schrot und Korn“ sollten jederzeit bereit sein, ihre Ehre mit der blanken Waffe zu verteidigen. Ängstlichkeit gegenüber Drohgebärden führte zum Ansehensverlust.
Ein gefürchtetes Phänomen der Universitäten vor allem im 18. Jahrhundert war dann auch der sogenannte Renommist, ein Typ von Student, der durch aggressives und provokantes Auftreten Bürger und Kommilitonen verschreckte und seine Umgebung terrorisierte.
Entsprechend ihrer gesellschaftlichen Stellung trugen die Studenten in der Frühen Neuzeit einen Degen, der damals zur Ausrüstung eines vornehmen Herrn gehörte. Mit der zunehmenden Ausprägung des studentischen Standesbegriffs entwickelte sich auch ein studentisches Duellwesen, das mit dem Duellwesen im Militär und im Adel durchaus vergleichbar war (zum studentischen Fechten siehe auch Mensur).
Dem Duellzwang unterlagen auch die Mitglieder der Studentenorden. Diese neue Form von studentischem Zusammenschluss entstand um die Mitte des 18. Jahrhunderts und zeigte Elemente der Freimaurerei, aber auch der philosophisch-literarischen Orden des 17. und 18. Jahrhunderts. Die Studentenorden waren geheime Organisationen, die fest verschworene Gemeinschaften bildeten. Als Freundschaftsbünde sollten sie ein Leben lang ihre Mitglieder vereinen. Als Erkennungszeichen wurde ein Ordenskreuz an einem Bande versteckt unter der Kleidung getragen. Die Studentenorden existierten teilweise innerhalb der alten Landsmannschaften, die deutlich unverbindlicher strukturiert waren. Die Orden wurden zu Beginn des 19. Jahrhunderts von den Studentenverbindungen im heutigen Sinne abgelöst.
Das übertriebene Selbstbewusstsein der Studenten führte vielfach zu Streit zwischen Studenten und Stadtbürgern; manchmal kam es zu großen Schlägereien zwischen Studenten und Handwerkergesellen, die dann zu einer obrigkeitlichen Untersuchung führten. Dabei hatten die Studenten wenig zu befürchten. Sie unterstanden der universitären Gerichtsbarkeit, die Bestandteil der Verwaltung war, und hatten meist nur relativ kurze Karzerstrafen zu erwarten. Auch der zeitweise oder dauerhafte Verweis von der Universität war oft nicht sehr abschreckend, weil man sein Studium einfach an einer anderen Universität fortsetzen konnte.
Das Studium selbst dürfte in der damaligen Zeit vielfach eine untergeordnete Rolle gespielt haben. Es gab keine zwingenden Studienvoraussetzungen, wie heute das Abitur, und die Abschlussprüfungen stellten keine großen Herausforderungen. Viele verließen auch ohne Examen die Universität, weil sie sich die entsprechenden Gebühren sparen wollten. Auch die Universitätsbibliotheken waren jede Woche nur wenige Stunden geöffnet, und die wertvollen Bücher durften selbstverständlich nicht ausgeliehen werden.
Trotz der in der Frühen Neuzeit gestiegenen Studentenzahlen blieb das Universitätsstudium in ganz Europa eine exklusive Angelegenheit. So studierten zwischen 1750 und 1775 im Heiligen Römischen Reich Deutscher Nation etwa 1,7 % der jungen Männer eines jeden Jahrgangs, in Frankreich nur 1,2 %, in Polen und England gar nur 0,2 % einer jeden Altersgruppe. Ende des 18. Jahrhunderts gab es in ganz Deutschland weniger als 6000 Studenten. Davon waren ungefähr ein Zehntel Adlige, meist die Söhne höherer Beamter. Andererseits gab es auch ungefähr ein Zehntel arme Studenten, denen die Immatrikulationsgebühren erlassen wurden. Hier schwanken die Zahlen aber sehr stark von Jahr zu Jahr und von Universität zu Universität.

### In der Moderne

#### Überblick: Die Nationaluniversität im Industriezeitalter
In der Moderne begann die Entwicklung der Universitäten von Bildungsanstalten des Territorialstaates hin zu Nationaluniversitäten. Unterrichtssprachen waren mittlerweile die jeweiligen Nationalsprachen, die das Latein im Laufe des 18. Jahrhunderts abgelöst hatten.
Die Anforderungen der Industrialisierung erfassten auch die Studenten und die akademische Ausbildung. Die Technischen Hochschulen erhielten gegen Ende des 19. Jahrhunderts das Promotionsrecht und wurden damit den Universitäten gleichgestellt, was das Ansehen der Ingenieurstudenten bedeutend verbesserte. Zusätzliche Ausbildungsgänge wurden akademisiert und erhielten eigene Hochschulen oder wurden zu Universitätsfakultäten, wie die Agrar- und Forstwissenschaften, die Veterinärmedizin, der Bergbau und später sogar die Volksschullehrerausbildung. Diese Entwicklungen erschlossen das Studium auch für Bevölkerungsgruppen, die vorher gar nicht an einen Universitätsbesuch denken konnten. Für die zunehmende Zahl der Studenten, die durch den Universitätsbesuch den gesellschaftlichen Aufstieg anstrebten, war die Finanzierung des Studiums schwieriger als bei den Studenten früherer Zeiten. Ein nichtakademisches Elternhaus konnte die Kosten nur schlecht aufbringen.
Während ein Student in der Frühen Neuzeit ein privilegierter junger Mann „aus besserem Hause“ war, wurden Studenten zu Beginn des 20. Jahrhunderts zunehmend zu Sozialfällen, zu einer finanziell schwachen Bevölkerungsgruppe, die besonderer Unterstützung bedurfte, bis sie ins Berufsleben eintreten konnte.
Waren bis in die 1880er Jahre zumeist nur Männer berechtigt, ein Studium zu beginnen, so setzten in der Folge bis etwa 1920 Frauen ihr Recht zu studieren durch. Der letzte große Schub bei der Erhöhung der Studentenzahlen kam in der zweiten Hälfte des 20. Jahrhunderts, als die „Bildungskatastrophe“ ausgerufen wurde und viele Universitäten ihre Studentenzahlen vervielfachten.
Zu Beginn des 21. Jahrhunderts gibt es in Deutschland mehr als dreihundertmal so viele Studenten wie im Jahre 1800.
Ein typisches Phänomen der letzten zweihundert Jahre war die bis dahin unbekannte Politisierung der Studenten, die zuerst mit der Französischen Revolution, spätestens aber mit der Rückkehr aus den Befreiungskriegen einsetzte. Die politische Grundtendenz der ersten Hälfte des 19. Jahrhunderts kann bei den Studenten mit bürgerlich-revolutionär umschrieben werden. In der zweiten Hälfte des 19. Jahrhunderts wandelten sich die Studenten – besonders nach der Reichsgründung 1871 – tendenziell zu staatstragenden, nationalistischen Bismarck- und Kaiserverehrern, was spätestens ab 1880 eine völkisch-antisemitische Note annahm. In der Zeit der Weimarer Republik verfolgte die Mehrzahl der Studenten rechtskonservative Ziele und hing völkisch-nationalen oder katholischen Bewegungen an, die zu Beginn der 1930er Jahre vom Nationalsozialismus überflügelt wurden. Ab 1933 erfolgte die Gleichschaltung der Studentenschaft durch die Nationalsozialisten. Nach dem Zweiten Weltkrieg begann in Westdeutschland eine eher unpolitische Phase, die aber in den 1960er Jahren umso radikaler mit der 68er-Bewegung endete. Marxistisch-leninistisch ausgerichtete hochschulpolitische Gruppierungen gewannen für viele Jahre die Oberhand in den studentischen Vertretungen. In der DDR wurden die Universitäten seit dem Ende des Weltkrieges in den Umbau der Gesellschaft im Sinne der sozialistischen Staatsdoktrin einbezogen. Arbeiterkinder wurden bevorzugt zum Studium zugelassen. Akademikerkindern wurde das Studium praktisch verwehrt. Der Marxismus-Leninismus wurde zum wichtigen Unterrichtsfach nicht nur in den Kultur- und Gesellschaftswissenschaften. Seit den 1990er Jahren ist wieder ein gewisses Desinteresse an allgemeinpolitischen Themen in der Studentenschaft des vereinten Deutschlands festzustellen. Dieses Desinteresse kann ein Symptom angepassten Verhaltens im Rahmen der Globalisierung sein.

#### Aufklärung und Französische Revolution

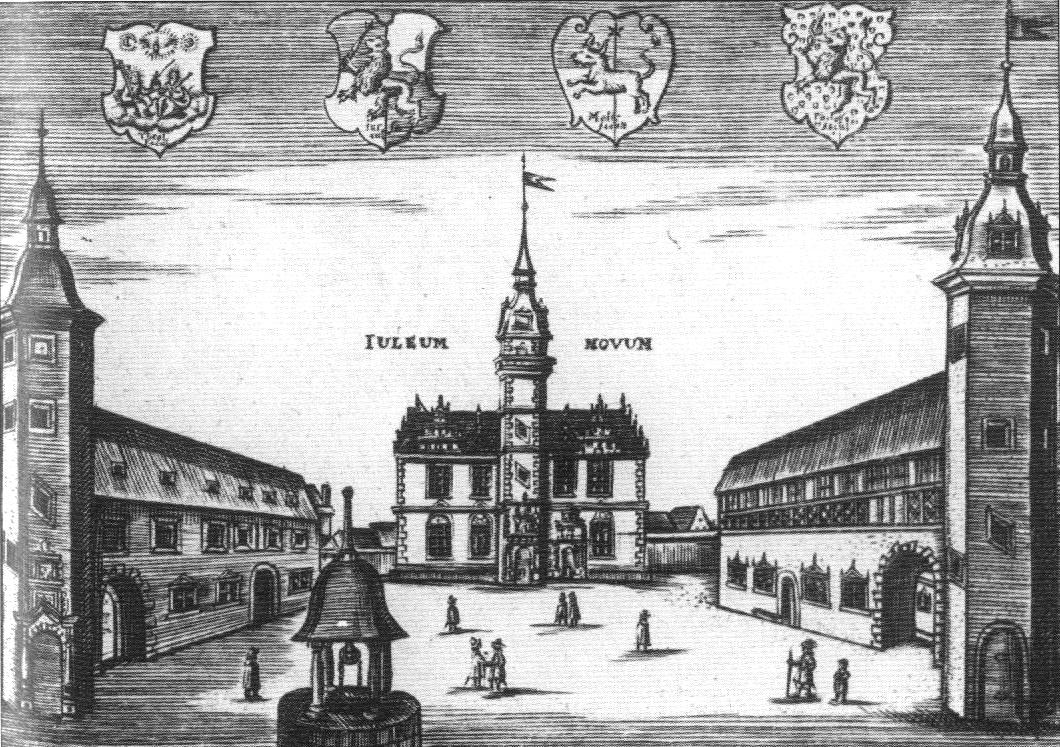
Die Universität Helmstedt wurde im Jahre 1810 geschlossen.

Am Ende des 18. Jahrhunderts gab es im Deutschen Reich ungefähr 30 Universitäten, von denen einige aber weniger als hundert Studenten hatten. Besonders protestantische Landesherren wollten das Ansehen ihrer Universitäten heben, indem sie sie reformierten. Dabei wurde die Ausstattung der Bibliotheken und Naturalienkabinette verbessert, neue, angesehene Professoren berufen, die Zensur liberaler gehandhabt und die Lehre für das Gedankengut der Aufklärung geöffnet. Die bekannteste dieser Reformuniversitäten war die Universität Göttingen. Auch die Stuttgarter Hohe Karlsschule gehört in diese Tradition. Mainz ist das früheste Beispiel einer katholischen Reformuniversität.
Die Analyse von Stammbüchern hat ergeben, dass Studenten vielfach die Kritik der Aufklärung am fürstlichen Absolutismus teilten. Die Französische Revolution führte dann zu einer Politisierung vieler Studenten. Das beweisen wiederum Einträge in Stammbüchern, obrigkeitliche Untersuchungen gegen studentische Gruppen und Hinweise in späteren Autobiographien. Es gibt auch eine Anzahl von Studenten und Professoren, die nach Frankreich emigrierten. Quantitativ lässt sich diese Sympathie mit der Revolution kaum erfassen. Aus Angst vor Verfolgung konnten sich die Studenten nur heimlich zu ihren Idealen bekennen. Deshalb ist es bis heute in der Forschung umstritten, wie relevant die politisch interessierten Studenten für die Universitätsgeschichte waren.
Nach einer Bereinigungsphase während der Napoleonischen Besatzung, in der schlecht besuchte Universitäten geschlossen wurden (so im Jahre 1810 die Universität Helmstedt, die Universität Rinteln und die Universität Altdorf, 1813 die Universität Wittenberg), stieg die Zahl der Universitäten und die Zahl der Studenten weiter an.

#### Das Zeitalter Napoleons

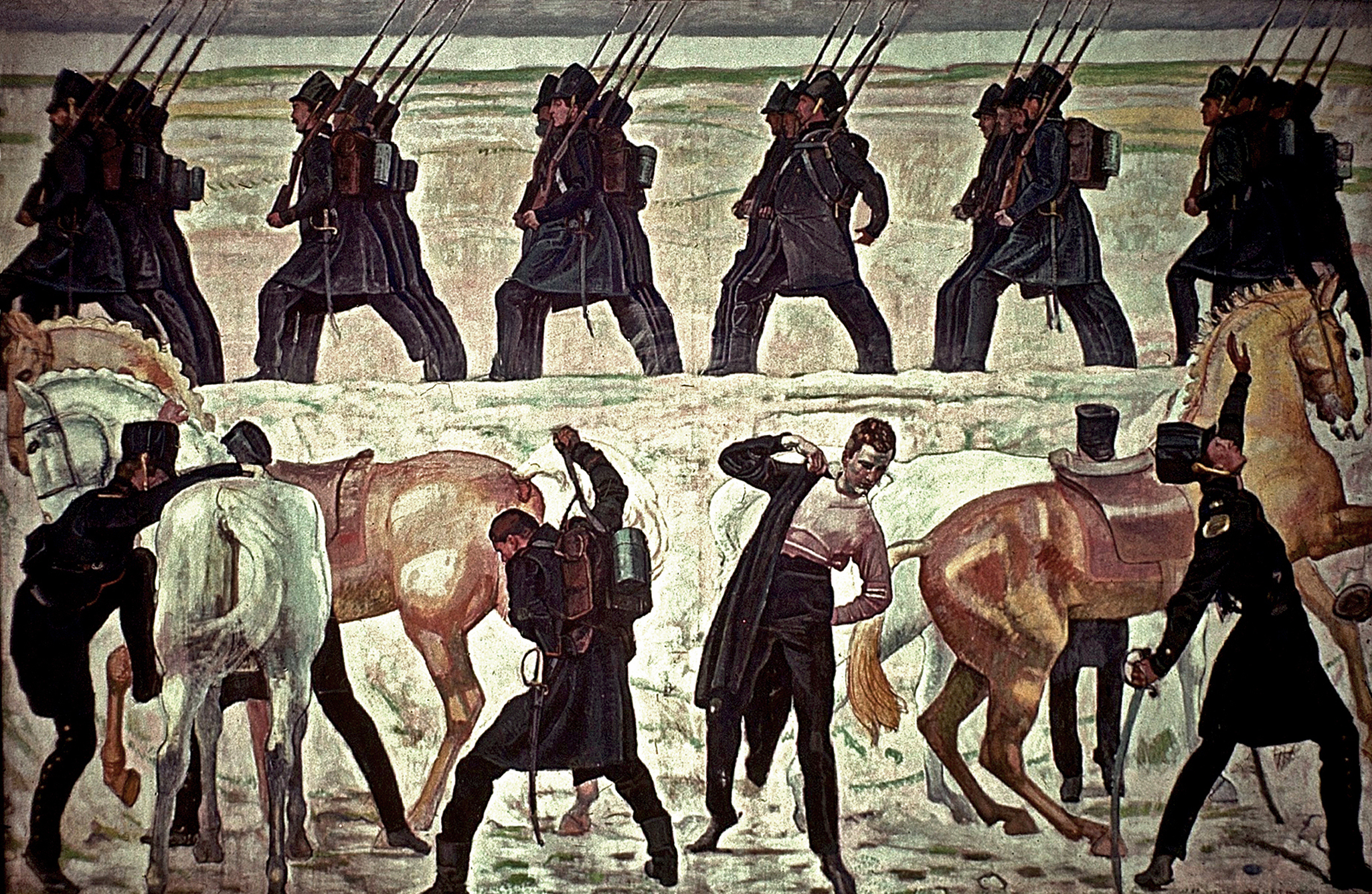
Auszug der Jenenser Studenten in den Freiheitskrieg 1813, gemalt vom Schweizer Maler Ferdinand Hodler für die Universität Jena im Jahr 1908

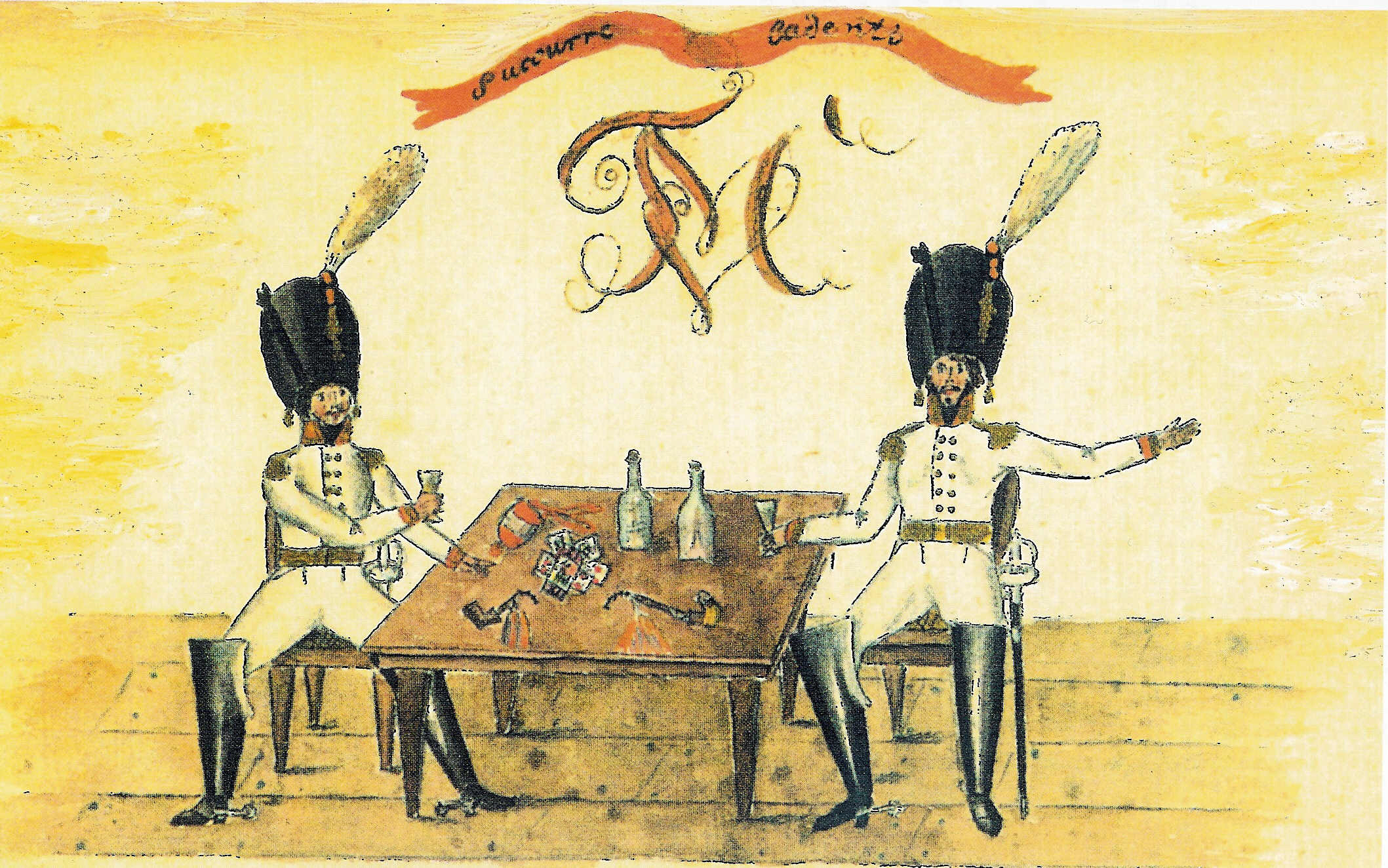
Berlin/Frankfurt an der Oder 1811: Studenten in Festtracht

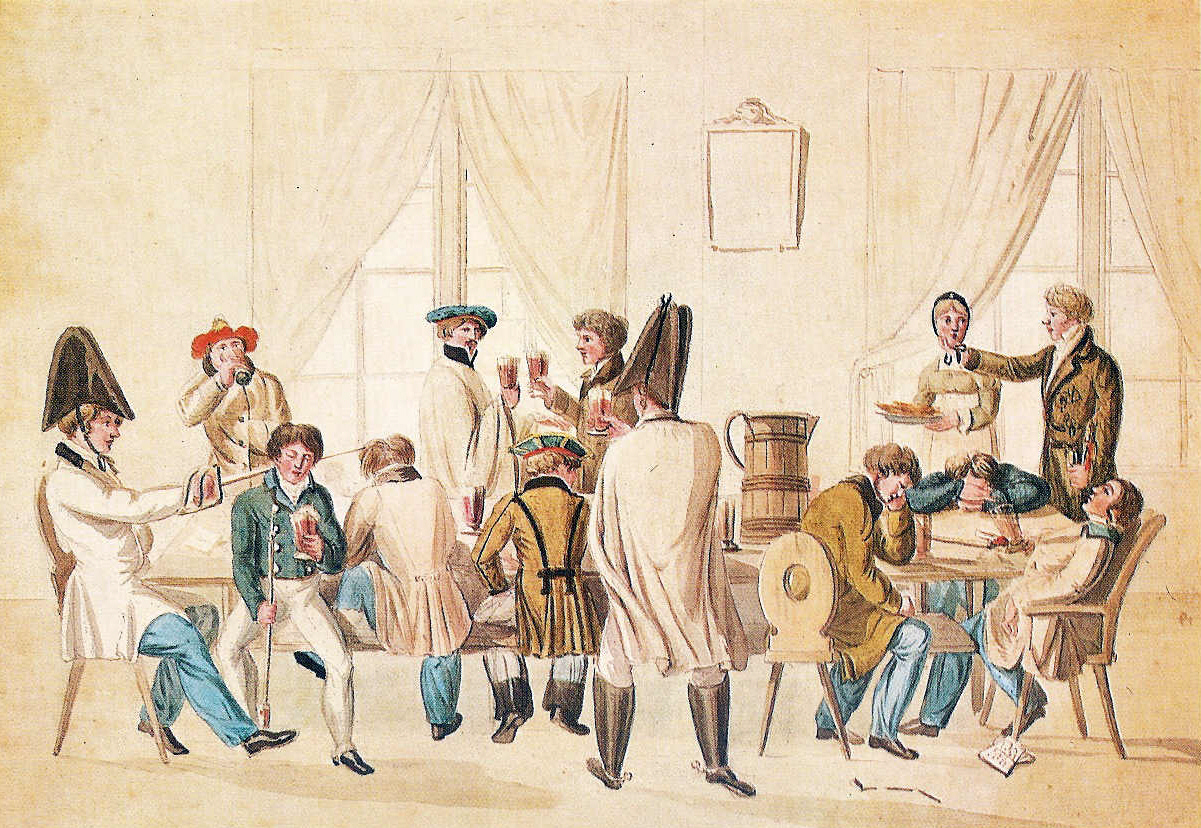
Studentische Kneipszene um 1810

Die kriegerischen Zeiten von 1792 bis 1815 veränderten die politische Landkarte Europas und brachten für viele junge Männer den Militärdienst vor, während und nach ihrem Studium. Der Militärdienst selbst, aber auch das Bewusstsein, nicht nur für das Interesse eines Landesherrn, sondern für die eigene Zukunft im eigenen Land zu kämpfen, prägten die Studenten dieser Jahrzehnte.
Zwar konnten nur etwa 5 % der Gesamtzahl der Freiwilligen in den Befreiungskriegen als Studenten gelten, aber keine gesellschaftliche Gruppe hatte einen so hohen Anteil an Freiwilligen. Historiker schätzen, dass etwa 20 bis 50 % der Studenten an diesen Kriegen teilnahmen.
Rein äußerlich zeigte sich diese Entwicklung in den studentischen Trachten, die in dieser Zeit stark durch militärische Bekleidung beeinflusst wurden. So wurde die studentische Festtracht annähernd militärischen Uniformen nachempfunden. An den Schultern wurden Epauletten getragen, den Kopf schmückte der Zweispitz, auch Sturmhut oder Napoleonshut genannt. Auch im Alltag trugen viele Studenten die Konfederatka, eine spezielle, mit Pelz verbrämte und mit viereckigem Mützenkörper versehene Kopfbedeckung der polnischen Reitertruppen. Als besonders schicke Oberbekleidung galt der ungarische Dolman, eine enge Schnürjacke.
Die kriegerischen Zeiten brachten aber auch Reformen, die die Kraft für die Befreiung vom Joch der napoleonischen Fremdherrschaft schaffen sollten. Im preußischen Bildungswesen war dafür Wilhelm von Humboldt beauftragt worden, der als Krönung seiner umfassenden Reformen an Volksschulen und Gymnasien schließlich die Gründung der Berliner Universität betrachtete.
Humboldts Universitätsidee sah für den Hochschulbetrieb und das Verhältnis zwischen Dozenten und ihren Studenten die Einheit von Forschung und Lehre vor. Auch setzte er mehr auf Eigenverantwortung. Die Universitäten sollten auch von staatlichen Forderungen und Auflagen einengender Art freigehalten werden. Humboldt ging davon aus, dass die Universitäten in verantwortlicher Selbststeuerung auch die staatlichen Zwecke erfüllen, nur sozusagen von einer höheren Warte aus und mit Mitteln, die der Staat aus eigenem Vermögen nicht hervorbringen kann (siehe auch Forschungsfreiheit).
Sein Kernprogramm umriss Humboldt in seinem Bericht an den König von Preußen im Dezember 1809:

„Es gibt schlechterdings gewisse Kenntnisse, die allgemein sein müssen, und noch mehr eine gewisse Bildung der Gesinnungen und des Charakters, die keinem fehlen darf. Jeder ist offenbar nur dann ein guter Handwerker, Kaufmann, Soldat und Geschäftsmann, wenn er an sich und ohne Hinsicht auf seinen besonderen Beruf ein guter, anständiger, seinem Stande nach aufgeklärter Mensch und Bürger ist. Gibt ihm der Schulunterricht, was hierzu erforderlich ist, so erwirbt er die besondere Fähigkeit seines Berufs nachher sehr leicht und behält immer die Freiheit, wie im Leben so oft geschieht, von einem zum andern überzugehen.“

Ganz ähnlich dachten die Studenten der damaligen Zeit, wenn es um die Gestaltung ihres eigenen Gemeinwesens ging. Philosophisch ließen sie sich vom Deutschen Idealismus inspirieren, einer geistigen Bewegung, die auf den Ideen von Immanuel Kant beruhte und von Johann Gottlieb Fichte, Georg Wilhelm Friedrich Hegel und Friedrich von Schelling entwickelt wurde. Durch die Dichtungen von Friedrich Schiller wurden diese Ideen populär.
Der Grundgedanke besagte, dass bei der Entwicklung des Menschen nicht unbedingt drastische politische Maßnahmen – als schlechtes Beispiel galten die Gräuel infolge der Französischen Revolution –, sondern die Ausbildung des Charakters und der Persönlichkeit im Vordergrund stehen müssten. Denn Veränderungen begännen immer im Bereich der Ideen. Wenn sich im Geistigen eine Wende zum Guten vollzöge, würden sich die positiven politischen Veränderungen von selbst ergeben. Für ihren eigenen Lebensbereich bildeten die Studenten in diesen Jahren Zusammenschlüsse, die sich in schriftlich niedergelegten Constitutionen die Ausbildung von Charakter, Persönlichkeit und Freundschaft auf die Fahnen geschrieben hatten. Diese Zusammenschlüsse waren nach der Tradition des 18. Jahrhunderts landsmannschaftlich organisiert und schlossen sich an ihrer jeweiligen Universität zu Senioren-Conventen (SC) zusammen. Sie kodifizierten den jahrhundertealten studentischen Comment in SC-Comments, die für viele Jahre die studentischen Gesetzbücher an den Universitäten bilden sollten. So entstand eine frühe Form von studentischer Selbstverwaltung, die die Regelung des studentischen Lebens an der Universität zum Ziel hatte und darauf ausgerichtet war, dass ihre Mitglieder die positiven Erfahrungen in ihrem späteren Berufsleben und im Staatsdienst zum Wohle des Landes umsetzten.
Diese Form der Zusammenschlüsse führte noch unterschiedliche Bezeichnungen, wurde aber bald einheitlich Corps genannt. Sie legten die Basis für die Entwicklung der bis heute existierenden Studentenverbindungen. Als älteste Gründung in diesem Sinne gilt die Constitution des Corps Onoldia von 1798.

#### Wartburgfest, Demagogenverfolgung und Vormärz

Würzburger Studenten um 1820: links drei Burschenschafter, rechts vier Corpsstudenten

Aus den Befreiungskriegen kamen die jungen Studenten mit neuen Ideen wieder an die Universitäten. Sie erwarteten von den Herrschern die versprochenen Reformen sowie die Überwindung der Kleinstaaterei in Deutschland. Ein deutscher Nationalstaat wurde angestrebt und bürgerliche Freiheitsrechte, die durch geschriebene Verfassungen verbrieft werden sollten. Die bestehende landsmannschaftliche Gliederung der Studenten an den Universitäten wurde vielfach als überholt angesehen. In vielen deutschen Universitäten bildeten sich studentische Zusammenschlüsse, die diesen Ideen zum Durchbruch verhelfen sollten, so zum Beispiel die Teutsche Lesegesellschaft in Gießen, die im Rahmen einer deutschlandweiten „Teutonischen Bewegung“ zu sehen ist.
Am wirkungsvollsten war die Gründung der Urburschenschaft. Die republikanisch-nationale Bewegung breitete sich über ganz Deutschland aus. In vielen Städten verschmolz sie mit der Teutonischen Bewegung. Es entstanden im Laufe der Zeit verschiedene Strömungen, so dass sich die Gemeinschaft der Studenten als zunehmend inhomogen entwickelte. In den weitgehend unpolitischen Corps hielten sich die Vertreter des Adels und der gehobenen Bürgerschichten, die eine Karriere in einem der Staaten des Deutschen Bundes anstrebten, wie zum Beispiel Otto von Bismarck, der als Student in Göttingen Mitglied des Corps Hannovera wurde. Auf der anderen Seite standen die politischen Extremisten, die besonders bei den „Gießener Schwarzen“, den „Darmstädter Schwarzen“ oder den „Unbedingten“ in Jena zu finden waren. Diese Gruppierungen arbeiteten an einem bewaffneten Aufstand und akzeptierten Gewalt als Mittel ihrer Umsturzpolitik.

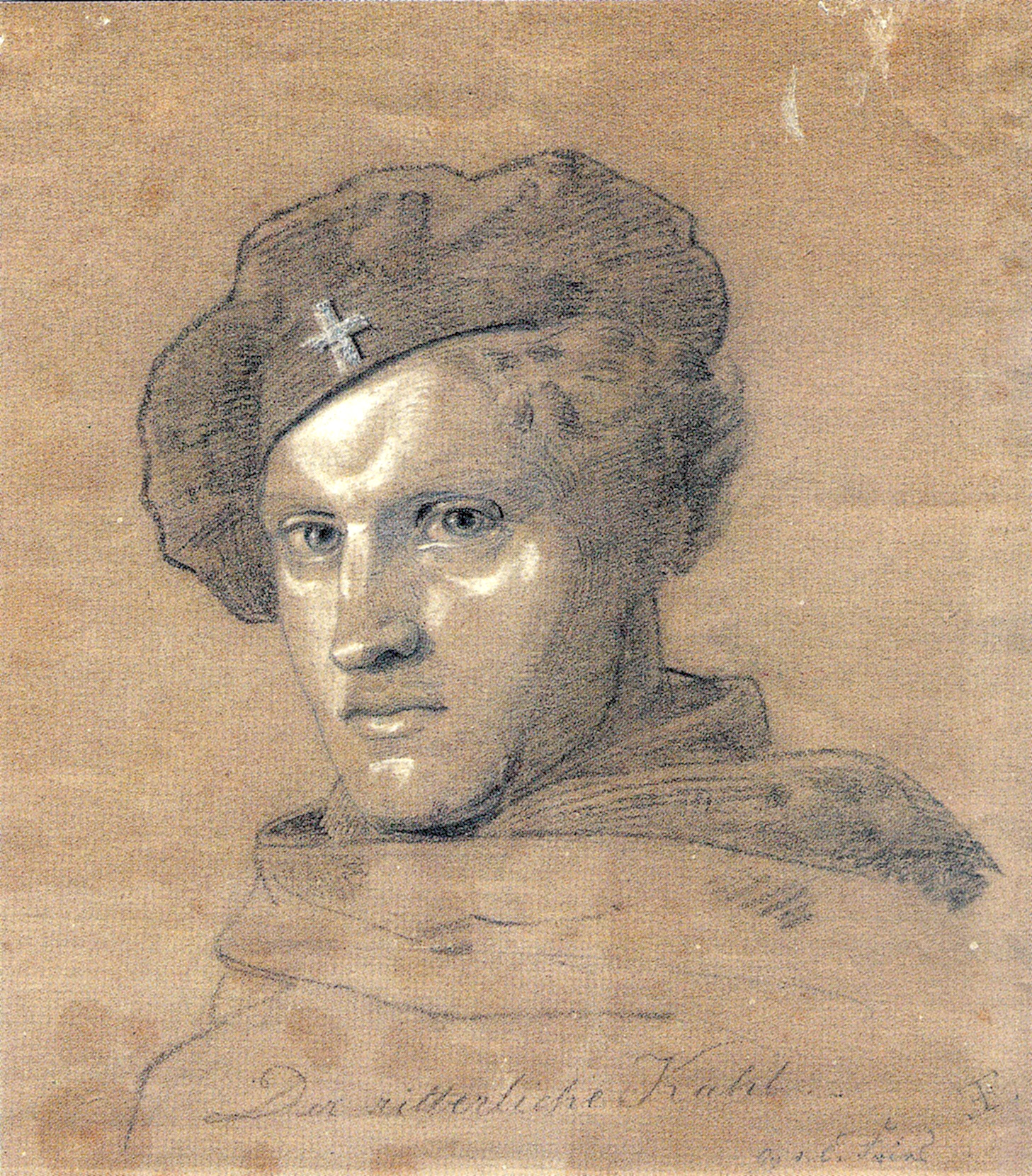
„Der ritterliche Kahl“, um 1819, Jacob Carl Kahl als „Gießener Schwarzer“

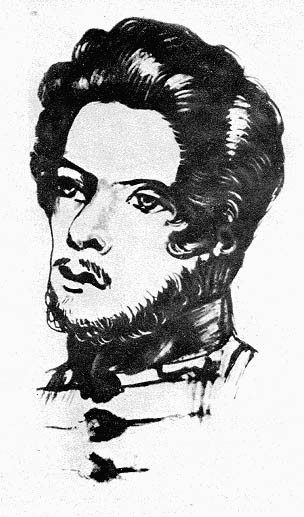
Karl Marx als Student (Bonn 1835)

Als wichtiges Ereignis der deutschen Geschichte gilt das Wartburgfest, das 1817 von Burschenschaftern aus ganz Deutschland ausgerichtet wurde. Hier wurden die damals für die Behörden extrem provokanten politischen Forderungen in der Öffentlichkeit formuliert. Was die Herrschenden aber besonders alarmierte, war der Plan, eine „Allgemeine Burschenschaft“ zu gründen, also eine universitätsübergreifende, überregionale Organisation mit politischer Ausrichtung. Dies war nach damaliger Auffassung völlig unakzeptabel.
Der Deutsche Bund unter Führung des österreichischen Kanzlers Metternich erließ im Jahre 1819 die Karlsbader Beschlüsse, zu denen auch die „Universitätsgesetze“ gehörten. Darin wurde festgelegt, dass für jede Universität ein „landesherrlicher Bevollmächtigter“ zu ernennen sei, der vor Ort genau kontrollierte, ob die Professoren den Studenten politisch unliebsame Ideen vermittelten. Wichtigstes Gremium wurde die Mainzer Zentraluntersuchungskommission, der jede Auffälligkeit zu melden war. Missliebige Professoren konnten von der Universität verwiesen werden und erhielten im ganzen Deutschen Bund Berufsverbot („Demagogenverfolgungen“). Auch wurden die Burschenschaften, ebenso wie die weiter existierenden Corps, verboten.
§. 3. Die seit langer Zeit bestehenden Gesetze gegen geheime oder nicht autorisierte Verbindungen auf den Universitäten sollen in ihrer ganzen Kraft und Strenge aufrechterhalten, und insbesondere auf den seit einigen Jahren gestifteten, unter dem Namen der allgemeinen Burschenschaft bekannten Verein um so bestimmter ausgedehnt werden, als diesem Verein die schlechterdings unzulässige Voraussetzung einer fortdauernden Gemeinschaft und Correspondenz zwischen den verschiedenen Universitäten zum Grunde liegt. Den Regierungs-Bevollmächtigten soll in Ansehung dieses Punktes eine vorzügliche Wachsamkeit zur Pflicht gemacht werden.
Die Regierungen vereinigen sich darüber, daß Individuen, die nach Bekanntmachung des gegenwärtigen Beschlusses erweislich in geheimen oder nicht autorisierten Verbindungen geblieben oder in solche getreten sind, bei keinem öffentlichen Amte zugelassen werden sollen.
Karlsbader Beschlüsse – Universitätsgesetz vom 20. September 1819

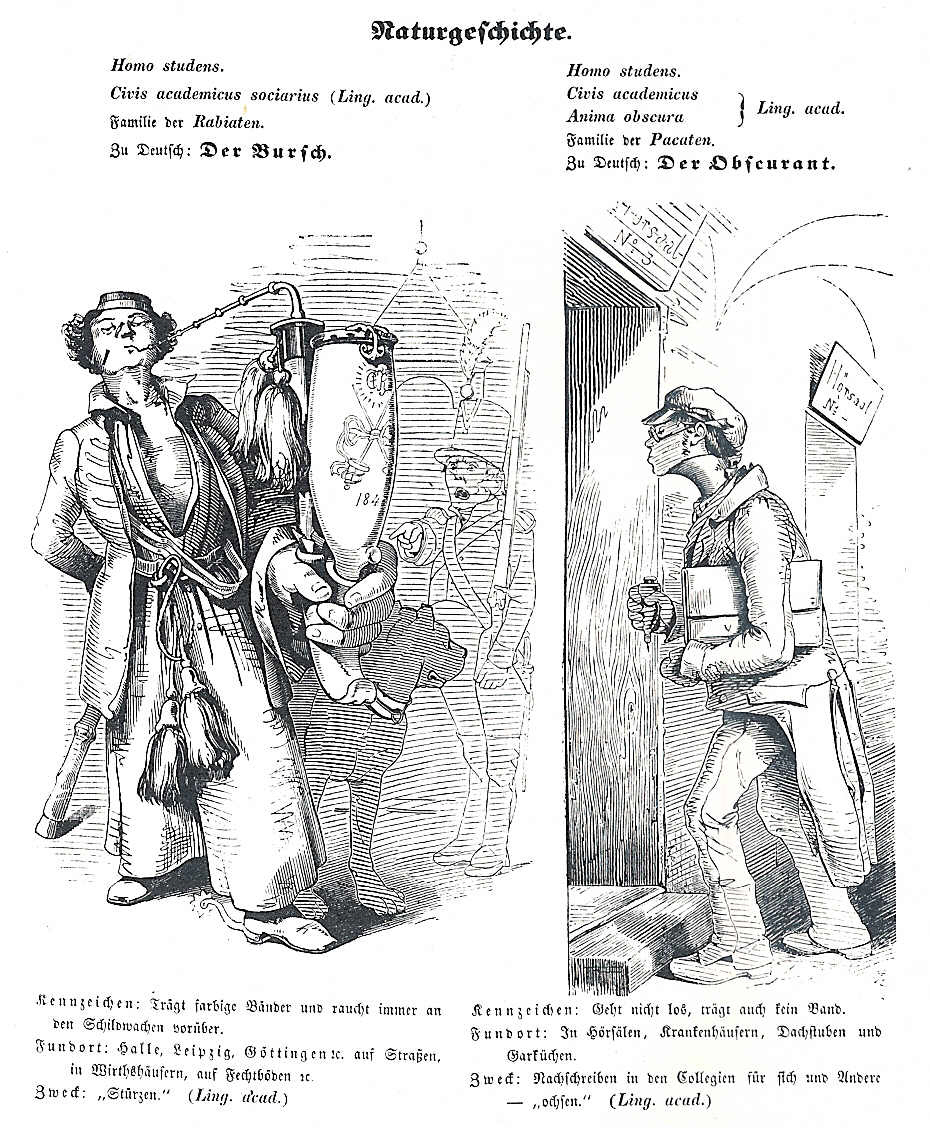
Naturgeschichte – Homo studens, verschiedene Ausprägungen studentischer Charaktere, Anonymer Holzstich 1845

Trotzdem spielten Burschenschafter, aber auch Corpsstudenten bei den Aufständen von 1830 und bei der Ausrichtung des Hambacher Festes 1832 eine große Rolle. Burschenschafter hauptsächlich aus Heidelberg und Würzburg organisierten den Frankfurter Wachensturm 1833, mit dem Waffen und die Kasse des Deutschen Bundes erobert werden sollten, was zur Auslösung eines bewaffneten Volksaufstandes hätte führen sollen. Das Scheitern dieser Aktion, bei der es neun Tote und 24 Verletzte unter den Aufständischen gab, stellte einen schweren Rückschlag für die burschenschaftliche Bewegung dar. Die meisten Gründungsdaten heute noch existierender Burschenschaften liegen nach diesem Datum.
Der Bundestag setzte eine Untersuchungskommission ein, die jahrelange, ausgedehnte Nachforschungen nach den Verschwörern und ihren Hintermännern anstellte. Bis 1838 schrieb diese mehr als 1.800 Personen zur Fahndung aus. Wegen Hochverrats wurden schließlich 39 Personen zum Tode verurteilt, später jedoch zu teilweise lebenslangen Haftstrafen begnadigt.

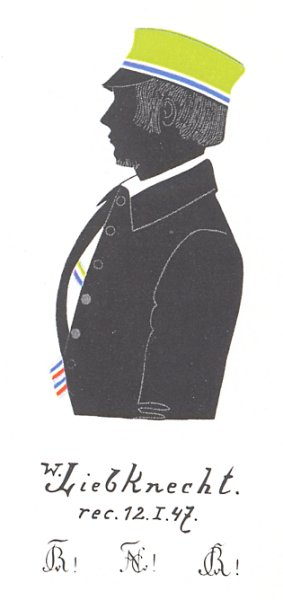
Marburg 1847: Wilhelm Liebknecht

In den späten 1830er und frühen 1840er Jahren bildete sich im Umfeld der politischen Emanzipation des Bürgertums die sogenannte „Progressbewegung“ an den Hochschulen, die die studentischen Traditionen an die bürgerliche Kultur der Zeit anpassen und studentische Privilegien – darunter auch die akademische Gerichtsbarkeit – abschaffen wollte. Die gesamte studentische Tradition, wie sie aus dem 18. Jahrhundert überliefert worden war, wurde als nicht mehr zeitgemäß empfunden. Einige Verbindungen beratschlagten über die Aufnahme von Nichtstudenten. Das Verbindungswesen an den Universitäten stand kurz vor der Auflösung. Es bildeten sich vielfach sogenannte „Progressverbindungen“, darunter heute noch existierende Turnerschaften, Sängerschaften und eine neue Art von Landsmannschaften. Aber diese neuen Zusammenschlüsse konnten die bereits etablierte studentische Kultur nicht ablösen, sondern nahmen weitgehend die alten Formen wieder an. Diese Bewegung begründete aber die noch heute neben den Corps und Burschenschaften existierende Vielfalt der Studentenverbindungen.
Die bürgerlichen Emanzipationsbestrebungen sollten bald in der Märzrevolution gipfeln. Dies ist eine Sammelbezeichnung für verschiedene bürgerliche Aufstände in den Ländern des Deutschen Bundes, die sich von 1848 bis 1849 erstreckten. Die Studenten trafen sich zum Zweiten Wartburgfest 1848 und im Sommer des gleichen Jahres zum Studententag in Eisenach um ihre Forderungen an die Frankfurter Nationalversammlung zu formulieren. Einer der Erfolge war die Aufhebung der Karlsbader Beschlüsse inklusive der Universitätsgesetze im Jahre 1848. Metternich ging ins Exil. Eine weitere wichtige Folge war die Einrichtung der Frankfurter Nationalversammlung in der Paulskirche. Unter den Abgeordneten, die hier einzogen, waren mehrere hundert Vertreter, inklusive einiger Präsidenten, die während ihres Studiums in einem Corps oder einer Burschenschaft Mitglied gewesen waren.
Zwar misslang die Errichtung eines Deutschen Reiches und die Inthronisierung eines Kaisers, aber die Liberalisierung ließ sich nicht aufhalten. Die Entwicklung zeigte sich europaweit, auch was die Frage des Frauenstudiums betraf. 1849 wurde das erste Frauencollege der Universität London gegründet. An der Universität Zürich konnten bereits 1863 erste Hörerinnen die Hochschule besuchen – beispielsweise studierte und promovierte dort Ricarda Huch, der dies in Deutschland nicht möglich war. In Deutschland und Österreich sollte die Zulassung von Frauen zum regulären Studium noch mehrere Jahrzehnte dauern.
An den Universitäten machte sich die Liberalisierung vor allem daran bemerkbar, dass die bis dahin verfolgten und verbotenen selbstverwalteten Zusammenschlüsse der Studenten, die Studentenverbindungen, sich jetzt offen zeigen und zu ihrer Kultur bekennen konnten. Auch die ehemaligen Studenten brauchten ihre „Jugendsünden“ nicht mehr zu verheimlichen, was zu einem engeren Kontakt der Studenten zu den „Alten Herren“ führte. Die ersten Stiftungsfeste wurden mit den „Ehemaligen“ gefeiert. Um dabei zu sein, reisten berufstätige Akademiker mit der neuen Eisenbahn kurzfristig für wenige Tage in ihre alte Universitätsstadt. Die so mögliche engere Verbindung war die Basis für die späteren Altherrenvereine.
Aus verbotenen „Untergrundorganisationen“ unbotmäßiger Jugendlicher wurden Zusammenschlüsse der akademischen Elite der Nation. Die Burschenschafterfarben Schwarz-Rot-Gold wurden sogar zu den Farben des Deutschen Bundes erklärt. Von nun an entfaltete sich die ganze Vielfalt der deutschen Studentenverbindungen.
Die Aufhebung der Karlsbader Beschlüsse ermöglichte nun auch das Aufleben des bürgerlichen Vereinswesens. Es gründeten sich die vielfach noch heute existierenden Turn- und Gesangsvereine, die auch bald nach studentischem Vorbild Kommerse und Stiftungsfeste feierten.

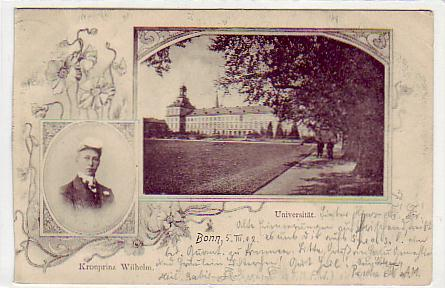
Bonn 1902: Postkarte mit dem Kronprinzen Wilhelm als Corpsstudenten in Bonn

Die ehemaligen Studenten wurden zur Elterngeneration der angehenden Studenten und erinnerten sich an den erzieherischen Wert der studentischen, demokratisch strukturierten Selbstverwaltung. Die Studentenverbindungen übernahmen im gesellschaftlichen Konsens die außerfachliche Erziehung der Studenten. Selbst für die Söhne regierender Adelshäuser (Preußen, Württemberg, Baden, Mecklenburg-Schwerin, Sachsen-Coburg-Gotha, Schaumburg-Lippe etc.) wurde es nun opportun, sich bei ihrem Aufenthalt an einer Universität einer Studentenverbindung anzuschließen. Dafür kamen allerdings nur nach bestimmten Kriterien ausgewählte Corps in Frage.
Die zunehmende Industrialisierung verlangte neue und höher qualifizierte Berufe auf breiter Front. Neue Ausbildungsgänge entstanden, neu gegründete Fachschulen, etwa für Landwirtschaft und Technik, Forst- und Bergakademien gewannen stärkere Bedeutung. Sie waren Vorläufer der heutigen Technischen Universitäten und Fachhochschulen. Auch an diesen neuen Instituten bildeten sich bald Studentenbünde, die traditionelle Verbindungsformen übernahmen. An den Gymnasien und Oberrealschulen formierten sich Schülerverbindungen.
Die „Alten Herren“ trugen die studentische Kultur offen in das bürgerliche Leben hinein. So gewannen ihre Sitten zunehmend Einfluss auf Sprache und Gewohnheiten der deutschen Bevölkerung. Studentische Ausdrücke wie „Kneipe“, „Bursche“, auch Redensarten wie „anpumpen“, „eine Abfuhr erteilen“, „in Verruf kommen“ wurden Teil der Umgangssprache. Es kam in Mode, studentische Sitten nachzuahmen. So wurde sogar in den 1870er Jahren für die Schüler weiterführender Schulen nach dem Muster der Studentenmützen sogenannte Schülermützen eingeführt, die die Schüler nach Schule und Klassenstufe klassifizierten – auch ohne jede Verbindungszugehörigkeit.

#### Von der Reichsgründung bis zum Ersten Weltkrieg

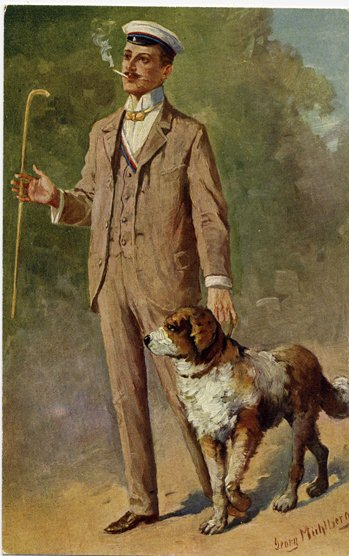
„Ein flotter Bursche“, Idealbild eines Studenten um 1900

Mit der Reichsgründung unter der Führung Preußens setzte sich die Etablierung der traditionellen studentischen Kultur als Kultur der nunmehr staatstragenden Studentenverbindungen fort. Die Studenten feierten Bismarck und Kaiser Wilhelm I. als Reichsgründer und die Studentenverbindungen betrachteten es als Verpflichtung gegenüber dem Staat, ihren Mitgliedern eine Erziehung im Sinne des wilhelminisch-preußischen Geistes angedeihen zu lassen. Die „Alten Herren“ studentischer Verbindungen besetzten die wichtigsten gesellschaftlichen und politischen Positionen im Deutschen Reich und nahmen begeistert an den Feiern der akademischen Jugend teil, die im Kaiserreich ein Gepränge annahmen, wie es bisher für studentische Festivitäten unbekannt war.

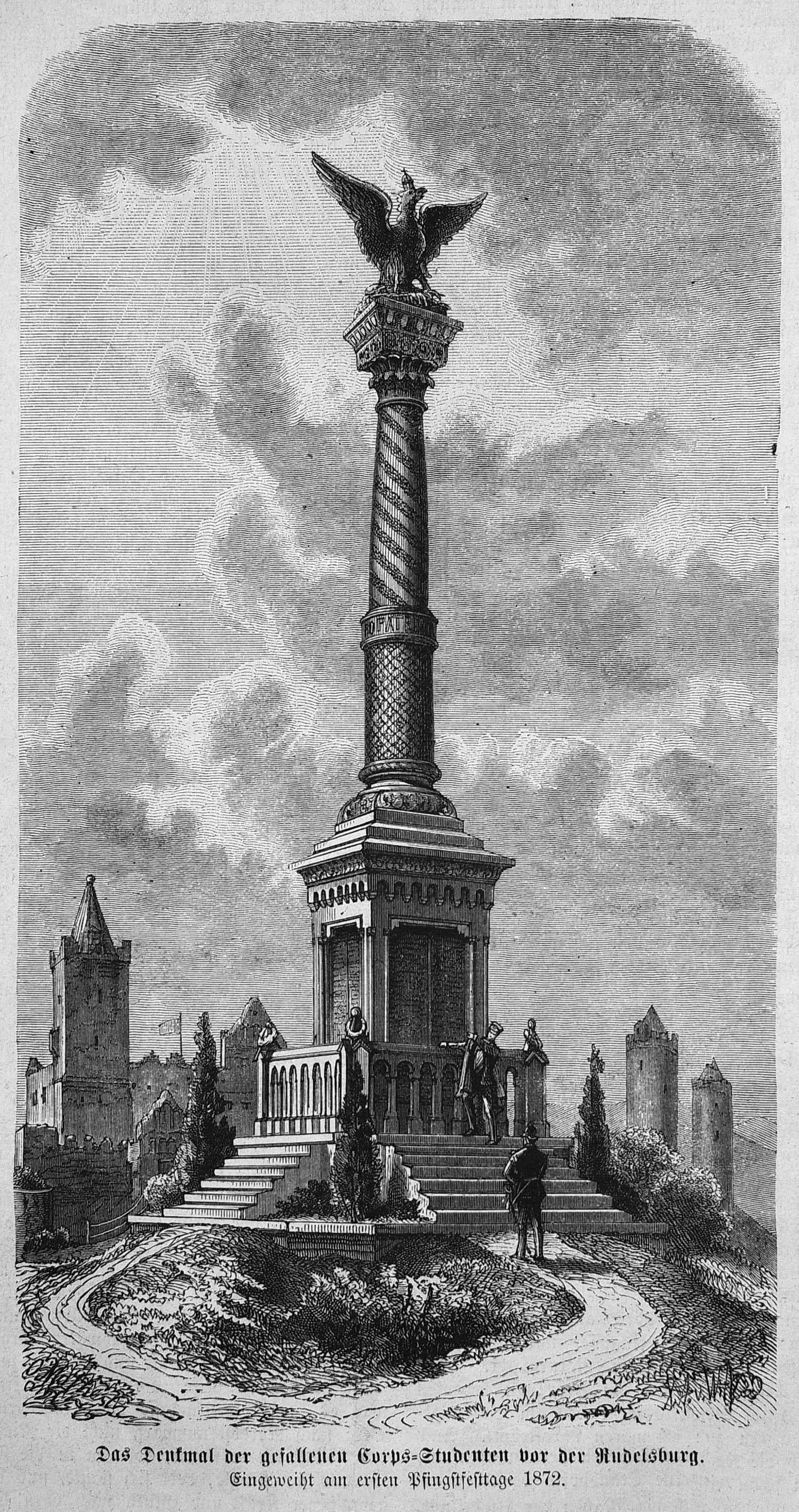
Gefallenendenkmal auf der Rudelsburg 1872, das erste studentische Denkmal Deutschlands

Zunehmend bildete sich aber auch studentischer Widerstand gegen das beherrschende preußisch-protestantische Element im neu gegründeten deutschen Reich. Angeregt durch den Kulturkampf, den Bismarck gegen die katholische Kirche in Preußen und im Reich führte, schlossen sich katholische Studenten zu speziell katholischen Studentenverbindungen zusammen, die die Mensur grundsätzlich ablehnten, aber die typischen Identitätsmerkmale wie Couleur, Zirkel, Studentenwappen etc. annahmen. Besonders in den 1890er Jahren gab es zahlreiche neu gegründete Verbindungen, die sich zum Beispiel im Kartellverband (KV) oder Cartellverband (CV) zusammenschlossen.
Seit den 1890er Jahren verbreitete sich unter dem Einfluss der Jugendbewegung an den deutschen Hochschulen die sogenannte Freistudentenschaft (auch: Freie Studentenschaft, Finkenschaft oder Wildenschaft). So bezeichneten sich die Zusammenschlüsse der nichtkorporierten Studenten, also der Studenten, die keiner traditionellen Studentenverbindung angehören, aber trotzdem hochschulpolitisch mitreden wollten. Die freistudentische Bewegung gilt – nach Urburschenschaft und Studentischem Progress – als dritte wichtige Reformbewegung innerhalb der Studentenschaft des 19. Jahrhunderts und zugleich als Wegbereiterin der heutigen studentischen Selbstverwaltung. Ihre Vertreter lehnten die alten Strukturen und Identitätssymbole grundsätzlich ab.
Seit den 1890er Jahren kam es zu einer neuerlichen Gründungswelle dieser Zusammenschlüsse, z. B. in Freiburg 1892, Leipzig 1896, Halle und Königsberg 1898, Berlin und Stuttgart 1899. Nach der Gründung des Dachverbands Deutsche Freie Studentenschaft im Jahre 1900 verbreitete sich die Bewegung in kurzer Zeit an nahezu allen Hochschulen des Reiches.
Diese Entwicklung wurde durch den Ersten Weltkrieg jäh unterbrochen. Die vaterländisch gesinnte Studentenschaft eilte begeistert zu den Waffen, das universitäre Leben kam praktisch zum Erliegen. Auch unter den Studenten forderte der Krieg einen hohen Blutzoll. Viele ehemalige Wehrpflichtige kamen desillusioniert aus dem Krieg nach Hause und strömten wieder an die Universitäten.

#### Weimarer Republik und nationalsozialistische Herrschaft

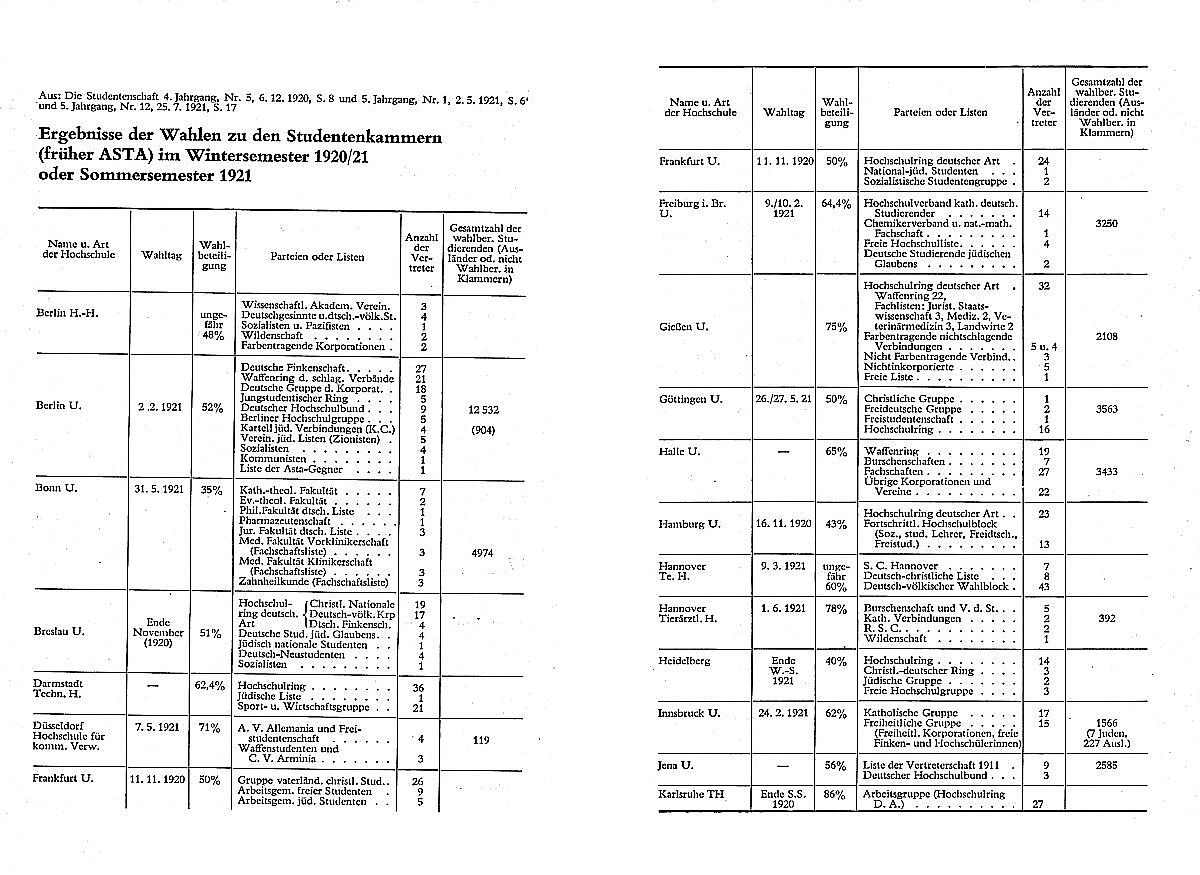
Ausgewählte AStA-Wahlergebnisse von 1920/21

Noch während des Ersten Weltkriegs waren ernsthafte Bestrebungen unternommen worden, eine Vertretung der deutschen Studenten unter Einbeziehung aller Korporationsverbände und der nichtkorporierten Studenten zu schaffen. Nach zwei vorbereitenden Vertretertagungen in Frankfurt 1917 und Jena 1918 wurde die Deutsche Studentenschaft schließlich im Juli 1919 auf dem Ersten Allgemeinen Studententag Deutscher Hochschulen in Würzburg als Dachorganisation der örtlichen Studentenschaften gegründet. Die in Würzburg versammelten Studentenvertreter, zumeist ehemalige Kriegsteilnehmer, waren nicht nur entschlossen, die Gräben der Vorkriegszeit zwischen den verschiedenen studentischen Gruppierungen endlich zu überwinden – was z. B. in der paritätischen Zusammensetzung des ersten Vorstandes zum Ausdruck kam –, sondern zudem in ihrer Mehrzahl (noch) bereit, „auf dem Boden der neuen Staatsordnung am kulturellen Wiederaufbau Deutschlands mitzuwirken“.
In diesem Sinne setzte sich die DSt in ihren Anfangsjahren vorrangig für die sozialen Belange der von Kriegsfolgen und Inflation betroffenen Studenten ein. So wurden auf dem 4. Deutschen Studententag in Erlangen 1921 die zuvor auf örtlicher Ebene entstandenen Selbsthilfevereine in der „Wirtschaftshilfe der Deutschen Studentenschaft e. V.“ zusammengefasst, aus der später das Deutsche Studentenwerk hervorging.
In ihrem Erlanger Programm propagierte die DSt außerdem die studentische Werkarbeit (vulgo: Jobben) nicht nur als Mittel zur Aufbesserung des Lebensunterhalts, sondern auch als Beitrag zur Überwindung der überkommenen Standesschranken zwischen Akademikern und Arbeiterschaft (siehe auch Werkstudent).
Großen Anteil hatte die DSt in den folgenden Jahren auch an der Entstehung der Studienstiftung des deutschen Volkes 1925, der Förderung des Auslandsstudiums sowie des Hochschulsports.
Gegen Ende der 1920er Jahre begann die Dominanz des Nationalsozialistischen Deutschen Studentenbundes (NSDStB) an den Universitäten und in der Deutschen Studentenschaft. Er war 1926 als eine Gliederung der Nationalsozialistischen Deutschen Arbeiterpartei (NSDAP) für Studenten gegründet worden. Der NSDStB sollte im Auftrag der NSDAP die weltanschauliche Schulung der Studenten im Sinne der nationalsozialistischen Ideologie übernehmen. Er war wie alle Parteigliederungen streng nach dem Führerprinzip aufgebaut, kasernierte seine studentischen Mitglieder in sogenannten Kameradschaftshäusern und stattete sie ab 1930 mit braun gefärbten Hemden und Hakenkreuzfahne aus.

#### Nach dem Zweiten Weltkrieg

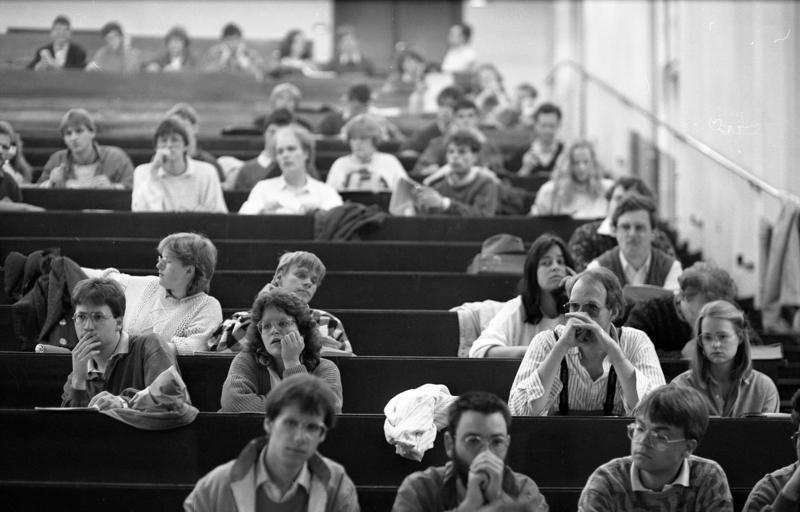
Vorlesung an der Universität Heidelberg im Juni 1988

In den späten 1960er und den 1970er Jahren entwickelte sich das tertiäre Bildungswesen stürmisch. Es kam zu vielen Neugründungen von wissenschaftlichen Forschungs- und Ausbildungseinrichtungen. Bundeseinheitlich festgelegt, entstanden in der Bundesrepublik Deutschland, im Hochschulrahmengesetz (HRG) vom 26. Januar 1976 geregelt, neben den alten Universitäten ihnen statusmäßig gleichgestellte Wissenschaftliche Hochschulen wie die Pädagogischen Hochschulen, die sukzessive ebenfalls das volle Promotions- und Habilitationsrecht sowie universitäre Verwaltungsstrukturen erhielten. Die einzelnen Landeshochschulgesetze regeln entsprechend der föderalen Struktur der Bundesrepublik Deutschland Detailfragen. Kennzeichnend für die Wissenschaftlichen Hochschulen sind etwa der ausdrückliche Auftrag von Forschung und Lehre, der Grundlagen- wie Anwendungsforschung umfasst, die Semestergliederung, die neben den Lehrphasen „vorlesungsfreie Zeiten“ für die Forschung und deren Publikation zugesteht, sowie Deputat und Besoldungsstruktur der Hochschullehrer. Den Studenten wurden die vorlesungsfreien Zeiten für angeleitete Forschungsbeteiligung im Rahmen ihrer Seminar-, Diplom- oder Doktoratsabschlüsse, aber auch für den Erwerb von Praktikumserfahrungen zugeordnet.
An attraktiven Standorten entwickelten sich mit einer zunehmenden „Studentenschwemme“ die heute bekannten Massenuniversitäten mit ihren überfüllten Hörsälen wie etwa die Universität Münster. In vielen Fächern musste ein Numerus clausus eingeführt werden. Es entstanden aber auch winzige Universitäten wie etwa die Universität Vechta und vorrangig anwendungsausgerichtete Fachhochschulen für Studenten mit Interessenschwerpunkten im Technik-, Kunst- oder Musikbereich.
Aufgrund der nach dem Zweiten Weltkrieg entstandenen Vielfalt der Bildungseinrichtungen bieten sich den heutigen Studenten Ausbildungsmöglichkeiten im tertiären Bildungsbereich, die ihren speziellen Begabungen, ihren Persönlichkeits- und Interessenstrukturen und ihrer individuellen Berufsorientierung stark entgegenkommen.

## Deutschland

### Anzahl
| Jahr | Anzahl Studenten Deutschland |
| ---- | ---------------------------- |
| 1840 | 0.012.000                    |
| 1870 | 0.012.000                    |
| 1880 | 0.022.000                    |
| 1890 | 0.028.000                    |
| 1900 | 0.034.000                    |
| 1910 | 0.055.000                    |
| 1920 | 0.087.000                    |
| 1930 | 0.100.000                    |
| 1965 | 0.245.000                    |
| 1975 | 0.836.002                    |
| 1980 | 1.036.303                    |
| 1989 | 1.504.563                    |
| 1990 | 1.712.608                    |
| 2000 | 1.798.863                    |
| 2005 | 1.985.765                    |
| 2010 | 2.217.294                    |
| 2015 | 2.759.267                    |

#### Zahlen ab 2020
Die Zahl der Studenten in Deutschland erreichte zum Wintersemester 2020/2021 mit 2.948.695 einen neuen Höchstwert. 1.470.881 oder 49,9 % davon waren Frauen. Im März 2021 wurde die Gesamtzahl mit 2.945.659 angegeben. 1.750.745 davon (59 %) studierten an Universitäten, 1.071.567 (36 %) an Fachhochschulen und 37.491 (1,3 %) an Kunsthochschulen; die weiteren waren an Theologischen und Pädagogischen Hochschulen oder an Verwaltungsfachhochschulen. Im Wintersemester 2021/2022 hielt sich das Vorjahresniveau mit insgesamt 2.947.500 eingeschriebenen Studenten an deutschen Hochschulen. Die Zahl der Studienanfänger, die sich zum Studienjahr 2021 erstmals für ein Studium an einer deutschen Hochschule bzw. Universität einschrieben, beläuft sich auf 471.600. Damit ist die Zahl der Studienanfänger im Vergleich zum Studienjahr 2020 um 4 % gesunken.
2023 begannen 481.500 Menschen in Deutschland ein Studium, 1,6 Prozent mehr als im Vorjahr.

#### Vor 2020
2012 waren an deutschen Hochschulen 2.499.409 Personen immatrikuliert, davon 1.185.392 Frauen (ca. 47 %). Im Wintersemester 2009/2010 waren es 2.119.485, davon 1.014.728 Frauen. Im Wintersemester 2012/2013 waren 65 % der immatrikulierten Personen an Universitäten eingeschrieben, 30 % an Fachhochschulen, der Rest verteilte sich auf die Theologischen und Pädagogischen Hochschulen sowie Kunsthochschulen.
2015/16 gab es 2.759.267 Studenten, davon 1.727.513 an Universitäten und 932.531 an Fachhochschulen sowie 99.223 an Verwaltungs-, Kunst-, Pädagogischen- und Theologischen Hochschulen. Rund 42 % der Studenten waren 2014 weiblich. Der Anteil ausländischer Studenten an deutschen Hochschulen belief sich 2014/15 auf 11,9 % und ist seit 2003 in etwa gleichbleibend.

### Bildungskosten
In Deutschland kostet ein Studienplatz den Staat im Mittel pro Jahr an einer Universität 8.420 Euro, an einer Fachhochschule 3.720 Euro. Die Kosten variieren zwischen den Bundesländern zwischen 5.210 Euro und 11.310 Euro bzw. 1.940 Euro und 4.750 Euro. Ferner variieren die Kosten nach Fächergruppen zwischen 29.150 Euro je Studienplatz im Bereich Humanmedizin und 4.210 Euro im Bereich der Rechts-, Wirtschafts- und Sozialwissenschaften. Ein komplettes Universitätsstudium kostet im Durchschnitt den Staat 48.600 Euro im Diplomstudiengang, 29.000 Euro für einen Bachelor, 19.200 für einen Master, an Fachhochschulen 17.200 für ein Diplom, 12.500 für einen Bachelor, 7.900 für einen Master. Differenziert nach Fächergruppen kostet der Abschluss der Rechts-, Wirtschafts- und Sozialwissenschaften 24.400 Euro, der Sprach- und Kulturwissenschaften 31.200 Euro, der Naturwissenschaften 52.500 Euro, der Humanmedizin 211.400 Euro.

### Quantitatives Geschlechterverhältnis
Hinsichtlich des quantitativen Geschlechterverhältnisses an den Universitäten gibt es große Schwankungen zwischen den verschiedenen Fachbereichen. In den Sozial- und Geisteswissenschaften herrscht ein Frauenüberschuss, in technischen Studienrichtungen hingegen eher ein Männerüberschuss. Siehe auch Frauenstudium.
|                   | Deutschland (2007/2006) | Deutschland (2007/2006) | Schweiz | Schweiz |
| ----------------- | ----------------------- | ----------------------- | ------- | ------- |
|                   | Frauen                  | Männer                  | Frauen  | Männer  |
| Studienanfänger   | 50 %                    | 50 %                    | 54 %    | 46 %    |
| Immatrikulierte   | 48 %                    | 52 %                    |         |         |
| Studienabschlüsse | 51 %                    | 49 %                    | 44 %    | 55 %    |
| Promotionen       | 42 %                    | 58 %                    | 37 %    | 63 %    |
| Habilitationen    | 22 %                    | 78 %                    | 14 %    | 86 %    |
| Professoren       | 15 %                    | 85 %                    | 06 %    | 94 %    |

In Deutschland lag nach Angaben des Statistischen Bundesamtes im Wintersemester 2009/2010 der Frauenanteil bei 48 %, bei den Neu-Einschreibungen lag er knapp unter 50 %. Einen überdurchschnittlich hohen Frauenanteil gab es 2009/2010 an Universitäten in den Bereichen Veterinärmedizin (85 %) und Sprach- und Kulturwissenschaften mit 70 %. Im Bereich Mathematik und Naturwissenschaften betrug der Frauenanteil lediglich 41 %, in den Ingenieurwissenschaften nur 24 % (siehe auch: Frauenstudium).
Nach Zahlen des Statistischen Bundesamtes wurden 2007 51 % der Hochschulabschlüsse von Frauen abgelegt. Bei dem höheren akademischen Grade nimmt der Frauenanteil allerdings ab. So wurden 2007 42 % der Promotionen in Deutschland von Frauen abgelegt. Bei den Habilitationen lag 2006 der Anteil bei 22 % und nur 15 % der Professuren waren durch Frauen besetzt. In der höchsten Besoldungsgruppe C 4 waren es sogar nur 10 %. Allerdings haben die Anteile gegenüber 1995 stark zugenommen.

## Österreich

### Anzahl
An den österreichischen Universitäten studierten im Wintersemester 2005 217.800 Personen, 2009/10 waren es 332.624, davon 273.542 an Universitäten und 36.914 an Fachhochschulen. Der Frauenanteil liegt bei 53,6 %.

### Bildungskosten
Fachhochschulen in Österreich werden auf den Studienplatz bezogen finanziert. Es gibt vier verschiedenen Fördersätze (technisch, wirtschaftlich, touristisch, technisch-wirtschaftlich) je nach inhaltlicher Ausrichtung der Studienrichtung. Der Bund zahlt einen Jahresbetrag zwischen 6.500 und 7.900 Euro pro Studienplatz.

### Quantitatives Geschlechterverhältnis
Nach Statistik Austria gab es in Österreich im Wintersemester 2001/2002 etwa gleich viele Studentinnen wie Studenten. Der Frauenanteil in geisteswissenschaftlichen Studienrichtungen war mit 77 % der Immatrikulationen überdurchschnittlich hoch, im sozial- und wirtschaftswissenschaftlichen Bereich kamen die Frauen auf einen Anteil von 53 %. Die Studenten in technischen Studienrichtungen waren zu weniger als 25 % weiblich. Der Frauenanteil bei den Abschlüssen in diesem Studienbereich lag bei 18 %. Nur 9 % der Promovierenden waren Frauen.

### Ausländeranteil
Von 2000 bis 2010 hat sich die Zahl ausländischer Studenten an österreichischen Hochschulen ungefähr verdoppelt. Im Wintersemester 2010/11 war ungefähr jeder fünfte Student in Österreich Ausländer (65.000 ausländische Studenten); im Wintersemester 2013/2014 war ungefähr jeder vierte (92.000 ausländische Studenten von 350.000 Studenten insgesamt) Ausländer und unter den neu Immatrikulierten lag der Anteil mit 35 % noch höher. Den größten Anteil machen Deutsche aus (für Details hierzu siehe auch: Bildungsmigration, Numerus clausus#Österreich und Deutschenschwemme#Österreich).
Zum Anteil der Ausländer, die nach ihrem Studienabschluss nicht in Österreich bleiben, gibt es widersprüchliche Angaben.

## Schweiz
In der Schweiz studierten 2006 insgesamt 169.500 Personen (ETHs, Universitäten und Fachhochschulen).
An den Hochschulen der Schweiz beträgt der Frauenanteil an Universitäten laut BFS bei Studienbeginn um 53,9 %, bei den Studienabschlüssen nur noch 43,9 %. Rund 32 % der Studentinnen brechen ihr Studium ab (im Gegensatz zu rund 28 % der männlichen Studenten). Obwohl annähernd gleich viele Frauen wie Männer ein Studium beginnen, gibt es prozentual mehr Studienabbrüche von Frauen, was sich ebenfalls durch Mutterschaft oder geplante Mutterschaft erklären lässt. Von den Personen mit Studienabschluss streben weniger Frauen als Männer eine akademische Karriere an, so dass der Frauenanteil bei den Assistenzen und Forschungsassistenzen auf 29 % sinkt. Das Lehrpersonal an Schweizer Universitäten besteht zu 17 %, an den Fachhochschulen zu 29 % aus Frauen. 2011 waren 22.000 Menschen in einem Doktoratsstudium immatrikuliert (~ 9800 Frauen und ~ 12.200 Männer). Der Frauenanteil bei den Habilitationen betrug 2002 rund 13,5 %.
Hinsichtlich der mittleren Studiendauer gibt es kaum Unterschiede. Eine Statistik der schweizerischen Hochschulen zeigt durchschnittlich 103 % (11,9 Semester) gegenüber männlichen Studenten, was mit einer Mutterschaft von etwa fünf bis zehn Prozent der Studentinnen erklärbar ist. Dennoch würde sich der dreiprozentige, aber signifikante Unterschied (zwei Monate in der Studiendauer) ohne zwei Fachgebiete umkehren: Bei fünf von sieben Fachgruppen ist die Studiendauer um einige Prozent kürzer, nur bei Technik und „Anderen“ länger.

## Anzahl Westeuropa
Infolge der verstärkten Nachfrage nach Studienplätzen durch die Babyboomergeneration und aus Gründen der regionalen Strukturpolitik kam es in der zweiten Hälfte des ausgehenden 20. Jahrhunderts zu zahlreichen Universitätsneugründungen. Die westeuropäische Demografie und der Geburtenrückgang in Europa führen auch zu einem Rückgang der effektiven Gesamtzahl der Studenten in Europa. Dies führt nunmehr zu einem Wettbewerb der Universitäten um Studenten, aber auch zu Einschränkungen und Veränderungen der Studienangebote. Der Student wird also zunehmend Ziel von Werbe- und Marketingmaßnahmen von Seiten der Hochschulen, die auch mit einer zunehmenden Differenzierung ihrer Angebote versuchen, ihre Existenz zu rechtfertigen. Während die Eliteuniversität beispielsweise in der mehr egalitären deutschen Gesellschaft noch vor wenigen Jahren in der deutschen Hochschulpolitik ein Schlagwort war, das als politisch inkorrekt galt, wird dieser Begriff nunmehr als Zeichen des Wandels und unter dem Zeichen von Pisa zum Allheilmittel und zur politisch wünschenswerten Produktdifferenzierung zur Verbesserung der Position der staatlichen Universitäten im globalen Wettbewerb um Studienanfänger erhoben. Einige Hochschulstädte zahlen daher auch an Erstsemester, die sich in der Regel dafür am Hochschulort mit dem ersten Wohnsitz zur Erhöhung der Lohnsteuerquote der Hochschulkommune anmelden müssen, ein Begrüßungsgeld, das zumeist aus einer einmaligen Barauszahlung verbunden mit weiteren geldwerten Leistungen besteht.

## Wortgeschichte

### Die Bezeichnung „Student“
Zur Entstehungszeit der Universitäten im Mittelalter war Latein die einzige Wissenschafts- und Verwaltungssprache. Ein Student wurde als scholaris („Schüler“, von lateinisch schola „Schule“) bezeichnet. Der Ausdruck „Scholar“ wird heute noch im Zusammenhang mit dem Mittelalter verwendet. In der Frühen Neuzeit kam die Bezeichnung studiosus auf („der Eifrige, Interessierte“). Bereits im Mittelhochdeutschen gab es den aus dem lateinischen Partizip Präsens (studens) entlehnten Ausdruck studente. In der traditionellen hochschulinternen Kommunikation wird die Fachbezeichnung auf Latein in Abkürzung als sogenannter „studentischer Grad“ genutzt (studiosus oder candidatus), ohne dass dies ein Titel oder Ähnliches wäre.
Aus dem 20. Jahrhundert stammen die umgangssprachlichen Bezeichnungen Studiker (inzwischen veraltet) oder das geschlechtsneutrale Kurzwort Studi.
In den angelsächsischen Ländern werden auch Schüler allgemein als students bezeichnet, was gelegentlich zu Verwechslungen führt.

### Die Bezeichnung „Studierende“

#### Absicht der geschlechtsneutralen Benennung
Seit den 1990er-Jahren vermeiden viele Hochschulverwaltungen und Gesetzgeber im deutschsprachigen Raum den Gebrauch generischer Maskulinformen (Studenten, ein Student) für Personen aller Geschlechter. Im Sinne der sprachlichen Gleichbehandlung empfehlen behördliche Richtlinien zwei Möglichkeiten (vergleiche Gesetze zur geschlechtergerechten Sprache, Liste von Hochschulen, die Genderzeichen nutzen):
- Sichtbarmachung der Geschlechter durch zweigeschlechtliche Beidnennung (Studenten und Studentinnen, Student/-innen, StudentInnen) oder mehrgeschlechtliche Kurzformen mit Genderzeichen (Student*innen, Student:innen, Student_innen)
- Neutralisierung jeglichen geschlechtlichen Bezugs durch Umformulierungen (alle, die studieren) oder substantivierte Adjektive und Partizipien (Partizip I: Studierende)

Das Partizip Präsens wird gebildet durch das Anhängen von „-end“ an den Wortstamm eines Verbs: studieren → studierend; daraus wird ein Substantiv gebildet. Im Plural zeigt Studierende kein eigenes grammatisches Geschlecht (Genus) und ist in seiner Bedeutung geschlechtsneutral (sexusindifferent). Im Singular wird das gemeinte Geschlecht einer Person nur ausgewiesen durch den bestimmten Artikel (der/die Studierende); der unbestimmte Artikel unterscheidet dann zwischen femininer Form (eine Studierende) und maskuliner (ein Studierender). Aber auch die maskuline Wortform Student stammt von einem (bereits im Lateinischen) substantivierten Partizip: studens, gebildet vom Verb studere „studieren“.

#### Geschichte der Bezeichnung
Der Ausdruck Studierende ist spätestens seit dem 18. Jahrhundert in Gebrauch, zeitweise sogar häufiger als die Form Studenten, beispielsweise:
- 1744 ist ein Eintrag in Zedlers Enzyklopädie übertitelt mit „Student, Studenten, Studirende.“[25]
- 1801 führt das Churfürstliche Schulhaus München ein „Verzeichniß der Studierenden“.[27]
- 1815 heißt es in der Verfassungsurkunde der Jenaischen Burschenschaft: „[…] ist ein Teil der Studierenden in Jena zusammengetreten und hat sich beredet, eine Verbindung unter dem Namen einer Burschenschaft zu gründen.“[28]
- 1827 steht in einer Tabelle der Hochschulen in Europa die Bezeichnung „Studierende“ bei den Angaben zu den Hörerzahlen der Hochschulen.[29]
- 1845 trägt ein Lehrbuch der Augenheilkunde Studierende im Titel.[30]
- 1917 war der Ausdruck Studierende beim Enke-Verlag ebenfalls in Gebrauch.[31]
- 1922 wurde der Ausdruck ebenfalls im universitären medizinischen Umfeld benutzt.[32]
- Um 1930 gab es von Walter Birk den Leitfaden der Kinderheilkunde für Studierende und Ärzte.

In der Zeit des Nationalsozialismus (1933–1945) wurde die Bezeichnung Studierende häufiger als Synonym für Studenten verwendet. Beispielsweise findet sich 1938 im Gesetz über das Reichstudentenwerk die Formulierung „Beiträge der Studierenden“; ein Jahr später erschien das Jahrbuch für Studierende 1939.
In der frühen Bundesrepublik Deutschland bezeichneten Studenten und Studierende teilweise Unterschiedliches: Mit Studierende waren eher eingeschriebene Personen an höheren Lehranstalten, für die kein Abitur benötigt wurde, gemeint.
Der Sprachwissenschaftler Anatol Stefanowitsch fasste 2011 zusammen: „Es zeigt sich zunächst ein Verwendungssmaximum für ‚Studierende‘ um die Jahrhundertwende zum 19. Jahrhundert. Das war, wie gesagt, lange bevor Frauen überhaupt studieren durften – Political Correctness war hier sicher nicht der Grund. Das Wort ‚Studierende‘ ist und war eben ganz einfach Ergebnis eines weltanschaulich völlig neutralen Wortbildungsmusters, bei dem das Partizip eines Verbs nominalisiert wird, um jemanden zu benennen, der die durch das Verb bezeichnete Tätigkeit ausübt.“ Stefanowitsch entkräftigte Kritik: „Ein nominalisiertes Partizip I muss keineswegs jemanden bezeichnen, der die durch das Partizip ausgedrückte Tätigkeit im Moment des Sprechens ausführt. […] Wenn ich aber biertrinkend in der Kneipe sitzen und von mir sagen kann, dass ich ‚studiere‘, kann ich auch sagen, ich sei ein ‚Studierender‘. […] Ob diese Tätigkeit im Augenblick oder gewohnheitsmäßig ausgeübt wird, ergibt sich im Zweifelsfall aus dem Gesprächszusammenhang oder der Art der Tätigkeit selbst.“ Anfang 2021 vertiefte Stefanowitsch das Argument in einer Diskussion mit Werner Patzelt: „Das Verb ‚studieren‘, das wird nicht so verwendet, wie Sie das gerade behauptet haben. Wenn ich sage: ‚Mein Sohn studiert jetzt an der Freien Universität Berlin‘, dann ist das eine Aussage über einen Status, den er jetzt hat, und nicht über eine Tätigkeit. […] Das Partizip behält aber diese Eigenschaft des zugrundliegenden Verbs bei. Und das Verb ‚studieren‘ bezieht sich auf keine konkrete Tätigkeit.“

#### Gegenwärtiger Gebrauch
Die Duden-Grammatik von 1998 nennt die Bezeichnung Studierende an mehreren Stellen, unter anderem als geschlechtsneutrale Ersatzform, „um gehäufte Doppelnennungen maskuliner und femininer Formen zu vermeiden“; der Mitherausgeber Peter Eisenberg distanziert sich später von der Bezeichnung (siehe unten).
Im Jahr 2002 empfiehlt das deutsche Bundesverwaltungsamt in seinem Merkblatt Sprachliche Gleichbehandlung von Frauen und Männern (M 19): „Wenn geschlechtsneutrale Personenbezeichnungen vorhanden sind (z. B. Beschäftigte, Studierende), sollten diese verwendet werden.“
In fünfzehn deutschen Landeshochschulgesetzen wird die Bezeichnung Studierende durchgängig verwendet (nicht im Sächsischen Hochschulgesetz). Ab der Jahrtausendwende wurde die Bezeichnung auch in Wortzusammensetzungen rund um die Studierendenschaft übernommen: Studierendenparlament, Allgemeiner Studierendenausschuss (AStA), Studierendenwerk oder Studierendenausweis. Anfang 2021 vermerkt Henning Lobin, Direktor des Leibniz-Instituts für Deutsche Sprache: „Das Wort Studierende ist seit mindestens zehn bis fünfzehn Jahren an deutschen Hochschulen sehr verbreitet.“
In Österreich findet sich stellenweise die Form Studierende bereits in Verordnungen ab 1945. Das alte Universitäts-Organisationsgesetz 1993 und das aktuelle Universitätsgesetz 2002 verstehen als Studierende alle „durch das Rektorat zum Studium an der Universität zugelassene Personen“. Im März 2021 erklärt Christiane Pabst, Chefredakteurin des Österreichischen Wörterbuchs: „Studierende sind nicht mehr jene, die gerade jetzt studieren. An diesem Beispiel zeigt sich gut, wie schnell sich Sprache ändern kann. Die Form Studierende bedeutet heute ganz selbstverständlich Menschen, deren Beruf es ist zu studieren.“
Die schweizerische Bundeskanzlei sieht im Jahr 2009 die Bezeichnung Studierende als verbreitet an; zu ihren Empfehlungen der geschlechtsneutralen Verwendung des Partizip I in deutschsprachigen Texten der Bundesverwaltung schreibt sie: „Diese Formen sind im Sprachgebrauch unterschiedlich geläufig: Einige sind weit verbreitet (Studierende, Alleinerziehende, Selbstständigerwerbende), andere werden zunehmend üblicher (Mitarbeitende, Teilnehmende). Viele sind ungewohnt und umständlich  […]. Andere sind schlicht unmöglich […]“.
 Im Rahmen der Deutschland-Erhebung 2017/18 (von Leibniz-Institut für Deutsche Sprache und Deutsches Institut für Wirtschaftsforschung) werden 1439 Onlinefragebögen ausgewertet in Bezug auf die angebotenen Möglichkeiten zum Ausfüllen eines Satzes:
- „Die neu gestalteten Gruppenräume in der Bibliothek bieten _____ optimale Arbeitsbedingungen.“

Folgende Möglichkeiten wurden gewählt (4 % ohne Angabe):
| Angebotene Varianten           | 1439 Befragte |        | Altersgruppen in Jahren | Altersgruppen in Jahren | Altersgruppen in Jahren |
| Angebotene Varianten           | 1439 Befragte | bis 30 | 41–50                   | über 60                 |                         |
| ------------------------------ | ------------- | ------ | ----------------------- | ----------------------- | ----------------------- |
| den Studierenden               | 46 %          |        | 35 %                    | 47 %                    | 60 %                    |
| den Studenten                  | 17 %          | 24 %   | 21 %                    | 10 %                    |                         |
| den Studentinnen und Studenten | 17 %          | 15 %   | 15 %                    | 23 %                    |                         |
| den Student/-innen             | 8 %           | 16 %   | 9 %                     | 2 %                     |                         |
| den StudentInnen               | 4 %           | 3 %    | 5 %                     | 2 %                     |                         |
| den Student(innen)             | 2 %           | <1 %   | <1 %                    | <1 %                    |                         |
| den Student*innen              | 1 %           | <1 %   | <1 %                    | <1 %                    |                         |
| den Student_innen              | <1 %          | <1 %   | <1 %                    | <1 %                    |                         |
| andere Variante                | 1 %           | <1 %   | <1 %                    | <1 %                    |                         |

Das Geschlecht der Befragten hatte kaum Einfluss auf die Auswahl der Schreibweisen. Im Deutschen Referenzkorpus für die geschriebene Gegenwartssprache (DeReKo) ist im jüngsten Zeitraum Studenten mehr als fünfmal so häufig belegt wie das Vorkommen von Studierende (2010–2016: rund 150.000 gegenüber 30.000); alle anderen Formen sind selten. Der Referenzkorpus enthält allerdings aus Urheberrechtsgründen keine Texte von sozialen Medien.
Im August 2020 verzeichnet der Rechtschreibduden in seiner 28. Auflage unter dem Stichwort Studenten / Studierende: „Als geschlechtsneutrale Bezeichnung setzt sich die Form Studierende immer mehr durch. Sie wird auch verwendet, wenn man die Paarformel Studenten und Studentinnen nicht zu oft wiederholen will.“
Ebenfalls im August empfiehlt die Gesellschaft für deutsche Sprache (GfdS) substantivierte Partizipialformen: „Statt: die Teilnehmer, die Studenten – Besser so: die Teilnehmenden, die Studierenden“. Der GfdS-Vorsitzende Peter Schlobinski vermerkt im Mai 2021: „Studierende ist an den Universitäten mittlerweile so stark etabliert, das hat im Prinzip Studenten ersetzt. Es wird heute weitgehend so gelesen wie früher ‚Studenten‘, also generisch.“
Der Rat für deutsche Rechtschreibung – eingesetzt von sieben deutschsprachigen Ländern und Regionen – nutzt in seiner Bekanntmachung Geschlechtergerechte Schreibung: Empfehlungen vom 26. März 2021 die Partizipformen Studierende und Lehrende sowie Lesende, Hörende.
Mitte 2021 erklären acht der größten deutschsprachigen Nachrichtenagenturen, gemeinsam die Verwendung des generischen Maskulinums „zurückdrängen“ zu wollen; als „Beispiele für diskriminierungssensible Formulierungen“ werden auch „substantivierte Partizipien: die Studierenden“ angeführt (Details). Bereits Anfang 2020 hatte die Redaktion des Nachrichtenmagazins Der Spiegel entschieden: „Das generische Maskulinum soll nicht mehr Standard sein. […] Oft lassen sich Sätze so formulieren, dass gar keine Wörter vorkommen, die eindeutig Männer oder Frauen bezeichnen (Studierende statt Studenten, Lehrkräfte statt Lehrer et cetera).“ Weitere Redaktionen schließen sich dieser Vorgehensweise an, so die Main-Post im Juli 2021: „Zurückhaltend sind wir mit Formen wie Teilnehmende oder Radfahrende. Das ist – bisher – weit weg vom Sprachgebrauch und hat sich nur in wenigen Fällen auf natürlichem Weg durchgesetzt, etwa bei Studierenden.“
Ebenfalls Mitte des Jahres fragt der Mitteldeutsche Rundfunk bei seinen angemeldeten Mitgliedern nach und erhält über 25.000 Antworten: 21 % bevorzugen die Partizipform Studierende (26 % Frauen, 17 % Männer), 58 % bevorzugen die generische Maskulinform Studenten (54 % Frauen, 64 % Männer) und ausgeglichene 15 % die Beidnennung Studentinnen und Studenten (Details).
Im Herbst 2021 schickt die deutsche Bundesfamilienministerin Christine Lambrecht (SPD) eine „Arbeits- und Orientierungshilfe“ an die Bundesverwaltung inklusive Kanzleramt und Ministerien sowie an Bundesgerichte und Stiftungen des Öffentlichen Rechts des Bundes: Der Gebrauch des generischen Maskulinums sei zu vermeiden, zur Bezeichnung von Personengruppen mit unbestimmtem Geschlecht werden genderneutrale Formulierungen empfohlen wie „Studierende“ statt „Studenten“ (Genderzeichen werden abgelehnt: Details).

#### Kritik an der Wortform „Studierende“
- 2002 meinte der Schriftsteller Max Goldt, dass nicht alle Studenten immer „studierend“ seien (mit ihrem Studium beschäftigt) und nicht alle, die sich gerade Studien widmeten, seien zwangsläufig auch Studenten oder Studentinnen: „Wie lächerlich der Begriff Studierende ist, wird deutlich, wenn man ihn mit einem Partizip Präsens verbindet. Man kann nicht sagen: In der Kneipe sitzen biertrinkende Studierende. Oder nach einem Massaker an einer Universität: Die Bevölkerung beweint die sterbenden Studierenden. Niemand kann gleichzeitig sterben und studieren.“[57]
  - Diesem häufig vorgebrachten Einwand entgegneten die Sprachwissenschaftlerinnen Gabriele Diewald und Anja Steinhauer 2020:

„Das stimmt so nicht, wie uns viele Beispiele zeigen.
- Vorsitzende eines Vereins sind dies beispielsweise grundsätzlich während der gesamten Zeit, für die sie gewählt sind;
- Hungernde können auch zwischendurch einmal halbwegs gesättigt sein;
- Reisende können sich zeitweise an einer Stelle aufhalten – und
- Studierende sind eben auch Studierende, wenn sie gerade im Kino sind oder schlafen, weil sie grundsätzlich studieren.

Es macht also einen Unterschied, was genau das entsprechende Verb bedeutet, denn genauso wie ein Partizip I eine im Verlauf befindliche Tätigkeit ausdrücken kann, ist es eben auch möglich, mit diesem Partizip einen andauernden Zustand, eine inhärente Eigenschaft zu beschreiben: Fliegende Fische, fahrendes Volk, stotternde Kinder.“

- Mitte 2019 kritisierte der emeritierte Sprachwissenschaftler Helmut Glück an der Partizipialform Studierende, sie sei bürokratisch, wenig anschaulich und bezeichne als Partizip zu studieren jeden, der studiert. Es könnten aber auch Personen als Student oder Studentin eingeschrieben sein, ohne wirklich aktiv zu studieren. Andersherum könnten Gasthörer studieren, ohne als Student eingeschrieben zu sein.[58]
- Anfang 2021 erneuerte der emeritierte Sprachwissenschaftler Peter Eisenberg seine Kritik an der Partizipialform und am Gendern insgesamt: „Der Typ Zuhörender hat es auf etwa zwei Dutzend Wörter gebracht, deren Mehrheit solche wie Vorsitzender, Reisender, Badender, Mitwirkender, Liebender, Lebender, Sterbender, Leidender, Notleidender, Klagender und Fragender umfasst. Das Partizip I selbst ist hochproduktiv, es kann mit beinahe sämtlichen Infinitiven gebildet werden. Dass es so wenige Substantivierungen gibt, liegt nicht an fehlender Basis, sondern an einer Hemmung, diese zu substantivieren.“
Eisenberg verwies auf „die Verteilung der Wörter Student und Studierender im Werk von Goethe. Beider Vorkommen ist nach Ausweis eines noch unveröffentlichten Teils des Goethe-Wörterbuchs in seinem Werk dreistellig, aber austauschbar sind die Wörter nicht. Studierender bleibt in den meisten Vorkommen näher beim Verb als Student. Differenzierungen solcher Art sind dem Gendern fremd. Es geht ihm nicht um die Ausdruckskraft unserer Sprache, sondern um die eigenen Zwecke, von denen die Mittel geheiligt werden.“[59]